# Wirtschaft im Nationalsozialismus
Die Wirtschaft im Nationalsozialismus wurde durch politische Eingriffe des NS-Regimes seit der „Machtergreifung“ Adolf Hitlers 1933 bis zum Ende des Zweiten Weltkriegs 1945 beeinflusst. Planwirtschaftliche Eingriffe betrafen vor allem die Vorbereitung einer Kriegswirtschaft und die Rüstungsproduktion, während das NS-Regime aufgrund der Isolation des Deutschen Reiches die Autarkie propagierte. Die Verflechtung des Staates und der Verwaltung mit konkurrierenden Strukturen der NSDAP spiegelten sich auch in der Wirtschaft wider; außerrechtliche Organisationen wie die SS besaßen eigene oder beteiligten sich an Wirtschaftsbetrieben ebenso wie Kader und andere hohe Parteimitglieder (Hermann-Göring-Werke).
Sowohl die zunächst unsolide, später kriminelle Geldpolitik als auch die Verflechtung von Wirtschaft, Staat und Partei führte noch vor Kriegsbeginn zu einem enormen Staatsdefizit, welchem der NS-Staat durch ordnungspolitische Zwangsmaßnahmen und ungedeckte Geldschöpfung der Reichsbank, auch durch Drittgesellschaften, zu begegnen versuchte. Die erforderliche Finanzierung der Anleihen und Mefo-Wechsel verstärkte den Expansionsdruck Deutschlands, um im Zuge des Krieges schließlich die Ressourcen der eroberten Gebiete systematisch durch Raub, Zwangsarbeit, Besatzungsabgaben und Requirierung auszubeuten.
Nach der Ausrufung des Totalen Krieges durch Joseph Goebbels beschränkte sich die Wirtschaft des Nationalsozialismus fast ausschließlich auf Rüstungsproduktion, andere Sektoren wie Konsumgüterproduktion mussten wegen Rohstoff- und Personalmangel ihre Betätigung weitestgehend einstellen oder versorgten zuerst die Wehrmacht. Infolgedessen verstärkten sich in der Zivilbevölkerung Erscheinungen der Subsistenz, Lebensmittelkarten wurden ausgegeben. Schlussendlich brach mit dem Deutschen Reich und seiner Niederlage im Zweiten Weltkrieg auch die Wirtschaft zusammen.

## Vorgeschichte bis zur Machtergreifung

### Weltwirtschaftskrise und Inflation in der Weimarer Republik

Preisbereinigtes Bruttosozialprodukt 1926 bis 1939 sowie Veränderungen zum Vorjahr, nach WiSta 3/2009 (PDF)

Der Vertrag von Versailles legte Gebietsabtrennungen fest, die die Möglichkeiten der Eigenversorgung innerhalb der verengten Grenzen bei gleichzeitigem Bevölkerungswachstum verschlechterten. Die Einbuße entsprach 75 % der deutschen Eisenerzgewinnung, 26 % der Bleierzeugung und 7 % der Industrieunternehmen. Weiterhin fehlten die Agrarüberschussgebiete Westpreußen und Posen sowie alle Kolonialgebiete. Solange der Welthandel intakt war, konnte der Bedarf an Agrar- und Produktionsgütern durch Import ausgeglichen werden. Die im Oktober 1929 ausbrechende Weltwirtschaftskrise zog neben dem Abzug von Auslandsanleihen und -krediten einen Zusammenbruch des internationalen Handels nach sich.
Zwar sanken die Importe schneller als die Exporte und führten so kurzfristig zu einer positiven Außenhandelsbilanz, welche zusätzlich zur Deflation beitrug. Doch das gesamte Volumen des Welthandels schwand stark. Sinkendes Welthandelsvolumen und dadurch schrumpfender Export bewirkten einen Anstieg der Arbeitslosigkeit. Der daraus resultierende Kaufkraftschwund führte zu einem Rückgang der Inlandsnachfrage, ein sinkendes Binnenhandelsvolumen führte zu mehr Arbeitslosigkeit. Dieser Kreislauf wurde von der Deflation beschleunigt, da sie effektiv einer Reallohnerhöhung entsprach und zusätzliche Arbeitslose schuf.
Ab August 1932 versuchte die Regierung unter Franz von Papen die Arbeitslosigkeit, durch Motivation der Unternehmen zu Investitionen und Mehrbeschäftigung, einzudämmen. Hierzu wurden die Unternehmer einerseits bei Begleichung ihrer Steuern mit der Vergabe von Steuergutscheinen belohnt, andererseits und zusätzlich sofern sie ihr Personal aufstockten (diese zweite Säule der Motivation der Unternehmer durch Steuergutscheine wurde kaum von den Unternehmern genutzt). Der Stimulus für die Wirtschaft war anfangs schwach und die erhoffte Konjunkturbelebung konnte noch nicht erreicht werden. Erst die im Dezember 1932 nachfolgende Regierung Schleicher verordnete öffentliche Arbeitsbeschaffungsprogramme. Die Arbeitslosigkeit stieg ab August 1932 (sechs Millionen gemeldete Arbeitslose) nicht weiter an, begann ab der Ankündigung des „Papen-Plans“ (Verordnung zur Belebung der Wirtschaft vom 4. September 1932) geringfügig zu sinken und hatte sich bis Ende 1934 (noch ohne Rüstungsausgaben) halbiert. Auch einen Beitrag leistete das, von der Reichsregierung ab 1932 aufgelegte Reinhardt-Programm, welches nach der Machtergreifung seine Kräfte zur Bekämpfung der Arbeitslosigkeit voll entfaltete, allerdings de facto eine Fortsetzung der Weimarer Steuerpolitik darstellte, von denen die Nationalsozialisten profitierten.

### Wirtschaftskonzepte der „Reformer“ und der NSDAP
Ein breit gefächerter Personenkreis aus Wirtschaft, Finanzwesen, Wissenschaft und Presse reagierte auf die negativen Auswirkungen der Weltwirtschaftskrise mit der Entwicklung und Vorstellung von nationalen Konzepten.
Die hier als Reformer bezeichneten Persönlichkeiten sahen das selbstregulierende, liberale und nur auf Angebot und Nachfrage basierende Konzept der Weltwirtschaft gescheitert.
Die Forderung nach Autarkie zur Loslösung von zukünftigen Krisenherden gewann zunehmend an Bedeutung. Dabei sollte aber der Rahmen des Handelns über die bestehenden Grenzen des Reiches ausgedehnt werden. Weltweit kristallisierten sich abgegrenzte Handelsblöcke heraus, wobei England und Frankreich mit ihren Kolonien eigene Blöcke bildeten (Ottawa-Präferenzen). Für das Konzept der „Reformer“ bot sich eine Verbindung mit den baltischen Staaten, Österreich, Osteuropa und dem Balkan an. Dieses Gebiet wurde mit verschiedenen Variationen als Zwischeneuropa bezeichnet. Innerhalb dieses Raumes sollten Agrarprodukte, Rohstoffe und Industriegüter zollfrei getauscht, die Produktion staatlich gelenkt werden. Dabei sollte Deutschland die Vormachtstellung zukommen. Die Weltwirtschaft sollte durch eine Großraumwirtschaft abgelöst werden.
Das Schlagwort Autarkie wurde vielfach gleichbedeutend mit Großwirtschaftsraum und Lebensraum verwendet. Mitteleuropa, Großwirtschaftsraum, Autarkie und Lebensraum stellten nach Bernd-Jürgen Wendt das „gemeinsame programmatische Dach“ zwischen den Nazis und traditionellen Eliten in Wirtschaft, Bürokratie und Wehrmacht dar, welches den Übergang von der Weimarer Republik ins Dritte Reich vergleichsweise reibungslos und gleitend vollziehen ließ. Die Begriffe waren vieldeutig, schwammig und auslegungsfähig und deckten so tiefgreifende Divergenzen zu. Die traditionellen Eliten hofften im entscheidenden Augenblick die Außenpolitik schon in die richtige Richtung steuern und radikale rasseideologischen Verirrungen vermeiden zu können.
Bei Umfragen des Berliner Börsen-Courier und der Deutschen Bergwerkszeitung über „Autarkie oder nicht“ bzw. „Nationalwirtschaft oder Weltwirtschaft“ zur Jahreswende 1931/32 vertrat als einziger der Uhrenhersteller Junghans den Freihandel. Carl Bosch und Georg Gothein waren gegen eine Reduzierung des Außenhandels, dagegen traten die Vertreter der Kohle-, Eisen- und Stahlindustrie für eine autarke Wirtschaft in einem großeuropäischen Wirtschaftsraum, ohne England und die Sowjetunion, ein. Für Hans-Erich Volkmann waren vor allem wegen der nationalsozialistischen Autarkiepolitik ein „Großteil“ der deutschen Finanz- und Wirtschaftsrepräsentanz „mehr oder weniger unbedenklich bereit“ mit den Nationalsozialisten „gemeinsame Sache“ zu machen. Die expansive territoriale Ausrichtung der Autarkiepolitik, bot den Unternehmern, bei Verbleib der Produktionsmittel in ihrem Eigentum und der Gewinnmaximierung, die Lösung ihrer ökonomischen Probleme. Sie sehnten sich eine Abkehr vom Weltmarkt und einen autarken Großwirtschaftsraum, der einen einzigen großen Markt, und einen vergrößerten Produktions-, Organisations- und Verkehrsraum mit den Möglichkeiten einer rationelleren und darum billigeren Gütererzeugung bot, herbei.
Diese Strömung spielte der NSDAP, die vor der Weltwirtschaftskrise keine schlagkräftigen wirtschaftlichen Konzepte aufweisen konnte, in die Hände. Die zentrale Vorstellung einer Lebensraumideologie Adolf Hitlers konnte in die Theorie der Großraumwirtschaft eingepasst werden. Autarkie wurde zu einem Schlagwort für die ökonomische Kompetenz der NSDAP, die bei den Reichstagswahlen im September 1930 zweitstärkste Partei wurde. Der Aufstieg der NSDAP ging direkt mit der Verschlechterung der Wirtschaftslage in Deutschland einher.
In den 1930er Jahren waren die realen Wirtschaftsprobleme der Weltwirtschaftskrise allgemein präsent. Die Nationalsozialisten sahen die Wirtschaftsordnung aber nicht nur als reformbedürftig an. Sie negierten generell, dass eine funktionierende Wirtschaft über internationale Arbeitsteilung und technischen und organisatorischen Fortschritt zu Wohlstandsgewinnen für alle Nationen führt. Stattdessen sahen sie Wirtschaft als ein malthusianisches Nullsummenspiel an, bei dem ein Volk nur reicher werden kann, indem es anderen Völkern oder Volksgruppen entsprechend viel wegnimmt. Gepaart wurde diese Weltanschauung mit einem extremen Rassismus, nach dem „minderwertige Rassen“ parasitär von ihren „Wirtsvölkern“ leben würden. Nach dieser Weltanschauung lag die Lösung für alle wirtschaftlichen Probleme in der Ermordung von Juden und „Zigeunern“ und in der Eroberung von neuem Lebensraum im Osten.
Zwischen 1940 und 1942 wurde im Zuge der Okkupation Polens und der Sowjetunion der „Generalplan Ost“ zur Kolonisierung Osteuropas entwickelt. Dieser basierte auf der SS-Siedlungspolitik mit dem Ziel Bauern aus dem großdeutschen Altreich in den eroberten Ost-Gebieten anzusiedeln, die angestammte Bevölkerung der Zwangsarbeit oder Vernichtung zuzuführen und Rohstoffe auszubeuten. Die Ergänzung der europäischen Großraumwirtschaft um eine überseeische Kolonialwirtschaft, nach dem Muster des kaiserlichen deutschen Kolonialreichs vor 1918, wurde erwogen, aufgrund des Scheiterns der Kolonialpläne aber nicht umgesetzt.

## Ideologische Ansätze: Wehrwirtschaft, Lebensraum und Autarkie

Entwicklung der Arbeitslosigkeit von 1932 bis 1939

### Lebensraum
Nach Hitlers Auffassung brauchte Deutschland, um eine Weltmacht zu sein, einen größeren und periodisch erweiterten Lebensraum. Dieser sollte Schutz vor Invasionen bieten, den lebensnotwendigen Bedarf an Lebensmitteln sichern und die Versorgung mit kriegswichtigen Rohstoffen garantieren. Dieser sollte das sogenannte Absatzproblem lösen. Nach damals weit verbreiteter Auffassung waren die Industrieländer für den Absatz ihrer Fertigprodukte auf die agrarisch strukturierten Länder angewiesen. Hitler meinte die fortschreitende Industrialisierung der Welt lasse die Absatzmärkte in den unterentwickelten Ländern schrumpfen und eine ständig wachsende Konkurrenz entstehen. Der Lebensraum sollte zum einen das gestörte „natürliche“ Austauschverhältnis zwischen Agrarstaaten und Industriestaaten, im Machtbereich Deutschlands innerhalb eines europäischen Großraums wiederherstellen und zum anderen, den Binnenmarkt bilden, der den für eine Massenproduktion nötigen Massenabsatz garantiert. Deutschland sollte sich innerhalb des Lebensraumes selbst ernähren, und dadurch das Verhältnis zwischen Industrie, Handel und Landwirtschaft in ein natürliches Gleichgewicht gebracht werden, in dem die für Export und den Import von Lebensmitteln überproportional ausgebildete Industrie zurückgedämmt werden sollte. Hitler war der Meinung, wenn Deutschland einen Raum von der Größe, Fruchtbarkeit und dem Reichtum an Rohstoffen ähnlich den USA zur Verfügung gehabt hätte, wären die schädlichen Folgen der Industrialisierung, die Auswanderung nach Übersee, die Landflucht, das Herabsinken der Städte, der Klassenhass zwischen arm und reich vermieden worden. Jeglicher Ansatzpunkt für das Parteiwesen, für Marxismus, Judentum und Demokratie hätte gefehlt.

### Wehrwirtschaft
Unter dem Begriff Wehrwirtschaft versteht man „[…] die Gestaltung der Volkswirtschaft im Frieden für den Krieg unter militärischen Gesichtspunkten“.
Wenige Tage nach dem Amtsantritt Adolf Hitlers wurde klargestellt, dass nicht nur Arbeitsbeschaffungsprogramme, die bis Jahresende 1933 mit 3,1 Milliarden Reichsmark budgetiert wurden, die Wirtschaftskrise überwinden sollten. Eine Ausdehnung der territorialen Basis des Reiches nach rassischen und machtpolitischen Gesichtspunkten gehörte zum ideologischen Konzept der NSDAP. Der Aufbau der Wehrmacht war für die gewaltsame territoriale Ausdehnung notwendig. Die Verwirklichung der Lebensraumideologie (siehe Blut-und-Boden-Ideologie) und des Autarkieprogrammes erforderten zielgerichteten und effizienten Einsatz der staatlichen Mittel.
Wehrwirtschaftler aus verschiedenen Disziplinen, wie Militär, Publizistik und Wirtschaftswissenschaft, waren sich über die Erfordernisse der Wirtschaft in Friedenszeiten einig. Das waren unter anderen:
- Feststellung des Rohstoffbedarfes für die aus Rüstungsindustrie und Zivilindustrie bestehende Gesamtwirtschaft
- Bereitstellung von Treibstoffen
- Anpassung des Verkehrswesens an zukünftige militärische Verhältnisse
- Regelung der Finanzierung der indirekten und direkten Rüstung.

Der konservative Präsident der Reichsbank Hjalmar Schacht, ab Oktober 1934 Reichswirtschaftsminister, fasste die Maßnahmen der Wehrwirtschaft als Neuen Plan zusammen. Bis heute ist umstritten, inwiefern die Führungskräfte der Wirtschaft Hitler für ihre Zwecke benutzen wollten, oder sie von Hitler selbst benutzt wurden. Nicht jede Industrie – und innerhalb eines Industriezweigs nicht jeder Betrieb – hatte zu den Ideen der Autarkie und der Militarisierung dieselbe Haltung.
Die Reichsregierung verfügt am 4. April 1933 gegen den Widerstand Schachts und des Wirtschaftsministers Johann Ludwig Graf Schwerin von Krosigk, dass die Aufrüstung unabhängig von geltenden Gesetzen und Haushaltsvorschriften betrieben werden sollte. Dadurch konnte Reichswehrminister Werner von Blomberg einmal bewilligte Mittel unabhängig vom Reichshaushalt und Finanzministerium in einem eigenen Etat verwalten. In den folgenden Jahren wurden Etatstreitigkeiten zwischen Wehrmacht, Reichsbank und Finanzministerium meist durch Hitler zugunsten des Militärs entschieden.

## Maßnahmen und Instrumente nach der Machtergreifung
Vor allem konnte das Regime in den ersten Jahren den rapiden Abbau der Arbeitslosigkeit für sich verbuchen. Zwar hatte die Weltkonjunktur schon 1932 die Talsohle durchschritten, und ein neuer Konjunkturaufschwung war in Sicht. Aber Hitler wusste sehr genau, dass an der Fähigkeit, die katastrophal hohe Zahl von fünf Millionen Arbeitslosen (September 1932) zu verringern, der Erfolg seiner Regierung gemessen werden würde. Bis Ende 1934 nahmen die staatlichen Mittel für Arbeitsbeschaffungsmaßnahmen eine Höhe von über fünf Milliarden Reichsmark an, bis 1935 stiegen sie auf 6,2 Milliarden. Tatsächlich sank die Zahl der Arbeitslosen bereits ein Jahr nach der Machtergreifung auf 2,7 Millionen, lag 1936 bei nur noch 1,6 Millionen und blieb 1937 unter einer Million.

### Straßen- und Wohnungsbau
So drängte er im Kabinett auf rasche, staatlich finanzierte Arbeitsprogramme, wie etwa den Auftrag zum Bau einer Reichsautobahn (Straßen- und Brückenbauprogramm und die Förderung der Fahrzeugindustrie). Organisator und Chefplaner des Reichsautobahnbaus wurde der technische Geschäftsführer des Unternehmens Sager & Woerner, Fritz Todt. Nachdem Hitler selbst am 23. September 1933 mit großem Propagandaaufwand den ersten Spatenstich gesetzt hatte, begann der Bau im Frühjahr 1934 mit 15.000 Arbeitern. Die Höchstzahl wurde 1936 mit 125.000 Beschäftigten erreicht, als die Arbeitslosigkeit bereits deutlich zurückgegangen war. Volkswirtschaftlich betrachtet ging vom Autobahnbau kein nachhaltiger beschäftigungspolitischer Impuls aus, aber mit ihrem Nimbus aus Dynamik, kühner Planung und Modernität verschafften die Autobahnen dem Regime einen öffentlichen Erfolg. Auch die militär-strategische Bedeutung der Reichsautobahnen muss dabei allerdings relativiert werden. Obwohl eine breite Motorisierung Deutschlands damit einherging, was in Folge vielen Personen eine Ausbildung als Kraftfahrer in Friedenszeiten ermöglichte, hatten die Reichsautobahnen wenig Bedeutung für den Transport von schweren Waffen und Truppen in die künftigen Kriegsgebiete. Hierfür wurden hauptsächlich Eisenbahn und Pferde eingesetzt. Als Arbeitsbeschaffung für die schwer vermittelbare Gruppe der unausgebildeten Arbeitskräfte war das Straßenbauprogramm jedoch äußerst wirksam. Deutlich mehr Bedarf an Arbeitskräften entstand in den hauptsächlich für die Rüstung produzierenden Bereichen militärischer Fahrzeugbau sowie Schiffs- und Flugzeugbau.
Zu den staatlichen Arbeitsprogrammen der ersten Jahre gehörte auch der Wohnungsbau, dessen Investitionen sich innerhalb eines Jahres verdreifachten.

### Rüstungskonjunktur
Mit Abstand die größte Rolle für den Abbau der Arbeitslosigkeit leistete eine „Rüstungskonjunktur“.
Die Einführung der allgemeinen Wehrpflicht am 16. März 1935 führte zu einem Anwachsen der Truppenstärke von rund 100.000 auf rund eine Million Soldaten bei Kriegsbeginn und trug ebenfalls zum Abbau der Arbeitslosigkeit bei. Parallel schufen vor allem die vom Staat mit etlichen Milliarden massiv geförderten Rüstungsinvestitionen neue Arbeitsplätze in der Industrie. So erlebte die Flugzeugproduktion einen beispiellosen Aufschwung von knapp 4.000 Beschäftigten im Januar 1933 auf 54.000 zwei Jahre später und annähernd 240.000 Beschäftigte im Frühjahr 1938.
Bezeichnenderweise hielt das NS-Regime trotz Vollbeschäftigung den Beitragssatz zur Arbeitslosenversicherung weiterhin bei 6,5 Prozent des Lohnes und steckte diese zusätzlich eingenommenen Milliarden in die Rüstungsproduktion. Das Gesamtvermögen der Sozialversicherungen verdoppelte sich von 4,6 Milliarden Reichsmark 1932 auf 10,5 Milliarden 1939, wobei diese Gelder gleichfalls nicht als Leistungsverbesserungen den Arbeitnehmern zugutekamen, sondern dem Reichshaushalt als Darlehen zur Finanzierung der Rüstungsausgaben dienten.
Bis 1939 gab der NS-Staat dafür 62 Milliarden Reichsmark aus. Dies entsprach einem Anteil am Bruttosozialprodukt von 23 Prozent. 1933 hatte der Anteil noch bei 1,5 Prozent gelegen. Von Anfang an forcierte die neue Regierung die Aufrüstung. 35 Milliarden Reichsmark sollten in den kommenden acht Jahren für die Rüstungsausgaben zur Verfügung gestellt werden – eine immense Summe, wenn man bedenkt, dass das gesamte Volkseinkommen des Deutschen Reiches 1933 ungefähr 43 Milliarden Reichsmark betrug.
Diese Gelder wurde weniger durch Steuern oder sonstige Einnahmen, sondern größtenteils durch staatliche Schuldenaufnahme beschafft. Zeitgleich mit dem Aufrüstungsprogramm fiel die Entscheidung im Juni 1933, die ausländischen Schuldenzahlungen vorerst einzustellen. Dieses einseitig verkündete Schuldenmoratorium brachte das Deutsche Reich auf den internationalen Finanzmärkten in Misskredit und zeigte zugleich an, dass die neue deutsche Regierung sich nicht mehr an völkerrechtliche Verträge gebunden fühlte. Stattdessen setzte die NS-Führung auf eine Politik der Autarkie, obwohl das Reich weiterhin auf Importe von Rohstoffen und Lebensmitteln angewiesen war und dringend Devisen auch für die Rüstungsproduktion brauchte. Mit unsoliden Maßnahmen suchte insbesondere Reichsbankchef Hjalmar Schacht Geld zu beschaffen, stieß aber immer wieder an die Grenzen der Kapitalmärkte. Letztlich kalkulierte, wie der britische Wirtschaftshistoriker Adam Tooze geschildert hat, die NS-Führung mit dem beabsichtigten Krieg, um dann mittels der Ausplünderung des eroberten Europas die zerrütteten deutschen Staatsfinanzen wieder zu sanieren. Timothy Mason leitete daraus sogar den Zeitpunkt für den Kriegsbeginn ab. Länger als bis Herbst 1939 hätten die Nazis nicht warten können, um die aufgestauten inneren Probleme zu lösen, die maßgeblich durch die 1938/39 immer schwieriger steuerbare verdeckte Inflation sowie Arbeitskräftemangel verursacht wurden.
Nach neueren Forschungsergebnissen lösten die Investitionen in die Autarkie- und Rüstungsindustrien einen spektakulären Investitionsboom in der deutschen Industrie aus. 1938 lagen die realen industriellen Bruttoanlageinvestitionen pro Beschäftigten 76 % höher als 1928. Dadurch trat ein dramatischer, relativer Bedeutungszuwachs des industriellen Sektors innerhalb der deutschen Volkswirtschaft ein. Damit trifft die Blitzkriegswirtschaftshypothese nicht zu, nach der auf eine Tiefenrüstung  zugunsten der Breitenrüstung verzichtet wurde.
Die Aufrüstung geschah nicht durch Befehl und Zwang, sondern die Vertragsfreiheit des Unternehmers blieb bestehen. Über ein ganzes Bündel fein abgestimmter Vertragstypen, mit Übernahme von Investitionsrisiken, Absatzgarantien und langfristige Lieferbeziehungen motivierte der Staat die Unternehmer zum gewünschten Verhalten. Für Fälle, in denen ein Unternehmer ein Vertragsangebot nicht annahm, konnten keine Sanktionen festgestellt werden.
Der Ausbau der Luftfahrtindustrie folgte einem Plan des Reichsluftfahrtministeriums, mit dem Titel „Industrierüstungsgrundlagen 1.4.38“ (IRG 38). Ausgehend vom Ziel, bis zum 1. April 1938 11.732 Flugzeuge herzustellen, wurde entsprechend der industrielle Ausbau geplant, wobei für den „A-Fall“ (Kriegsfall) Überkapazitäten von 60 % eingeplant wurden. Die Unternehmer erhielten dafür Investitionskredite des Reichs.
Das Bild der Flugzeugindustrie wurde durch exzessive Werbekampagnen der NS-Propaganda geprägt. Die Flugzeugunternehmer Willy Messerschmitt, Ernst Heinkel, Kurt Tank und Walter Blume wurden Personen der Öffentlichkeit und als „geniale Unternehmer“ und ihre Flugzeuge als „geniale Schöpfungen“ gefeiert.

### Gleichschaltung der Arbeiterschaft
Die Integration der Arbeiterschaft war zunächst ein Problem. Die Arbeiterschaft stand dem Nationalsozialismus zu einem großen Teil durchaus noch distanziert gegenüber. Bei den Betriebsratswahlen im März und April 1933 hatten die Vertreter der Freien Gewerkschaften noch fast drei Viertel der Stimmen erhalten, wohingegen die Nationalsozialistische Betriebszellenorganisation (NSBO) trotz Machtergreifung nur auf gut elf Prozent der Stimmen kam. Anfang April 1933 wurden Gewerkschaften und Betriebsräte „gleichgeschaltet“. Um nach der Zerschlagung der Gewerkschaften kein Machtvakuum in den Betrieben entstehen zu lassen und die organisierte Arbeitnehmerschaft aufzufangen, wurde gleich im Mai 1933 die Deutsche Arbeitsfront (DAF) unter Robert Ley gegründet, die die Millionen Gewerkschaftsmitglieder übernahm und zugleich das Vermögen der Gewerkschaften enteignete. Der im Juni 1935 gegründete Reichsarbeitsdienst (RAD) verteilte bis 1941 Arbeitskräfte an überwiegend zivile Projekte und die Landwirtschaft. Diese Methode der Arbeitsbeschaffung wurde daher von der Bevölkerung und von der ausländischen Presse im Vergleich zur Aufrüstung als harmlos angesehen. Er war für männliche Jugendliche zwischen 19 und 24 Jahren verpflichtend, ab 1. September 1939 auch für weibliche Jugendliche. Bis 1938 waren 350.000 Jugendliche in dieser in 30 Arbeitsgaue aufgegliederten Organisation erfasst. Im Verlauf des Krieges wurden vom RAD mehr und mehr militärische Projekte bedient, wie zum Beispiel der Ausbau von Bunkeranlagen.
Mit der Bekämpfung der Arbeitslosigkeit und damit der zahlenmäßigen Vergrößerung der Arbeitnehmerschaft ging eine Demontage der Arbeitnehmerrechte einher. Am 2. Mai 1933, einen Tag nach dem „Tag der nationalen Arbeit“, wurden die Gewerkschaftsgebäude besetzt, Vermögen beschlagnahmt und führende Funktionäre verhaftet. Das Gesetz zur Ordnung der nationalen Arbeit vom 20. Januar 1934 führte zu einer Umdeutung der Arbeitgeber in „Betriebsführer“ und der Arbeitnehmer in „Gefolgschaft“. Gustav Krupp von Bohlen und Halbach begrüsste das „Gesetz zur Ordnung der nationalen Arbeit“ wenige Tage nach dessen Verabschiedung mit den Worten:

„Der Nationalsozialismus hat den deutschen Arbeiter aus den Klauen einer Doktrin befreit, die im Grunde ebenso arbeiterfeindlich wie unternehmerfeindlich war. Adolf Hitler hat den Arbeiter seinem Volkstum zurückgegeben, er hat ihn zu einem disziplinierten Soldaten der Arbeit und damit zu unserem Kameraden gemacht.“

Laut Dietmar Süß bestand kein Zweifel daran, dass vor allem die Industrie bei dem Gesetz die Feder geführt hat. Die GHH lobte in einer internen Analyse die „Befriedigung des Arbeitslebens“ durch das Gesetz.
Ab 1936 vollzog sich ein Wandel von der Arbeitsbeschaffung zur Arbeitszuteilung bis hin zur Zwangsarbeit. Durch die Einführung des Arbeitsbuches, das jeder Arbeiter zu führen hatte, wurden die individuellen Karrieremöglichkeiten durch Unternehmenswechsel stark eingeschränkt. Die Organisation der Deutschen Arbeitsfront (DAF) unter der Leitung von Robert Ley übernahm in Zukunft die formale Vermittlung zwischen Arbeiterschaft und Unternehmen. Die DAF war streng auf die Möglichkeiten der Leistungssteigerung und der ideologischen Gleichschaltung der „Gefolgschaft“ ausgerichtet.
Ein von der Propaganda häufig genutztes Instrument war das Amt Kraft durch Freude (KdF), das für die staatlich gelenkte Erholung zuständig war.

### NS-Steuerungsinstrumente: Kartelle, Devisenstellen und nationale Lenkungswirtschaft
Die NS-Wirtschaftsführung stützte sich von Anfang an auf ein System von Kartellen und Zwangskartellen, auf das sie einen immer stärker lenkenden und planenden Einfluss nahm. Ein anderer Strang zur Gewinnung staatlicher Kontrolle über die Wirtschaft waren die „Devisenstellen“ und „Überwachungsstellen“ (für den Außenhandel). Erste Kompletterfassungen von Wirtschaftszweigen erfolgten in der Landwirtschaft und Agrarverarbeitung durch das Reichsnährstandgesetz von 1933. Ab 1939 entstanden neuartige Wirtschaftsorganisationen für die Industrie, für welche der traditionell gebräuchliche Begriff Kartell zunehmend abgelehnt wurde: die Reichsvereinigungen RV Bastfasern, RV Eisen, RV Kohle, RV Chemische Fasern und RV Textilveredlung sowie die Hohlglasvereinigung und der Deutsche Zementverband. Die erstaunliche Wirtschaftskraft und Versorgungssicherheit, welche die NS-Wirtschaft bis fast zuletzt an den Tag legte, kann großenteils auf neuartige, vom Kartellwesen abgeschaute und dann weiter perfektionierte Lenkungs-, Planungs- und Rationalisierungstechniken zurückgeführt werden.

### Reprivatisierung
1936 wurde mit der Lex Stahlverein die Vereinigten Stahlwerke, die 1932 in der Gelsenberg-Affäre verstaatlicht worden war, reprivatisiert. 1937 erfolgte die Reprivatisierung, der in der Deutschen Bankenkrise 1931 verstaatlichten Dresdner Bank und Commerzbank. Am 23. März 1942 wurden die Reichswerke Hermann Göring auf Befehl von Göring reprivatisiert. Dies galt allerdings nur für den Waffenblock und den Schiffahrtsblock, der Montanblock, der 85 % des gesamten Kapitals ausmachte, blieb erhalten.
Hartmut Rübner kommt in seiner Studie zum Zusammenhang von Wirtschaft und Politik in der deutschen Seeschifffahrt zum Schluss, dass obwohl sich die Großschifffahrt seit 1934 bis zu ihrer 1942 abgeschlossenen Reprivatisierung praktisch im Staatsbesitz befand, der unternehmerische Einfluss – im Rahmen der durch die Politik vorgezeichneten Strukturen – eher zu- als abnahm, und er findet das nahezu uneingeschränkte Maß unternehmerischer Entscheidungs- und Handlungsautonomie bemerkenswert.

### Großindustrie und Banken
So wie den Sturz der Monarchie, haben die Großunternehmen auch den Sturz der Republik glänzend überstanden. Das Führerprinzip wurde willkommen geheißen und die Arbeitsbeschaffung und die Aufrüstung brachten eine ungeheure Belebung der Wirtschaft. Die Aufsichtsräte privater Unternehmen rekrutierten sich bis 1945 aus Wirtschaftsfachleuten (Industriellen und Bankiers) und die Auswahllogik scheint unverändert geblieben zu sein. Das Regime erzwang nicht die Aufnahme seiner Männer. Die Industriefreundlichkeit des NS-Regimes zeigte sich bereits unmittelbar nach der Machtergreifung, als sich durch persönliches Eingreifen von Hitler und Göring, besonders eifrige Parteifunktionäre des linken Flügels der NSDAP wieder aus den Selbstverwaltungsorganen der Wirtschaft zurückziehen mussten. Prominente Industrielle wie Gustav Krupp von Bohlen und Halbach und Emil Kirdorf wurden von den neuen Machthabern als „Wirtschaftsführer“ hofiert.
Obwohl die Kritik an Banken unter den Nationalsozialisten sehr verbreitet war, wurde nach der „Machtergreifung“ an den Grundprinzipien des Bankenwesens nicht gerüttelt. Mit dem Kreditwesengesetz wurde die von den Großbanken dominierte Struktur de facto festgeschrieben. Allerdings wurde nach der „Machtergreifung“ die Regulierung der Kapital- und Devisenmärkte weiter verschärft und die Handlungsautonomie der Banken weiter eingeschränkt. Versuche den Einfluss öffentlicher Banken auf Kosten des privaten Bankgewerbes auszudehnen, blieben nur bedingt erfolgreich.

### Mittelstandspolitik
Der nationalsozialistischen Ideologie und Propaganda zufolge wären die schärfsten und nachdrücklichsten wirtschaftlich-sozialen Maßnahmen im Interesse der selbständigen Bauern und des mittelständischen Handels und Handwerks zu erwarten gewesen. Doch sind die meisten Erwartungen enttäuscht worden. Der grundsätzliche Wunsch des gewerblichen Mittelstandes, über gebundene Preise und Märkte aus dem Marktgeschehen genommen zu werden und so garantierten Ertrag und Absatz zu bekommen, blieb eine Illusion. Die Einführung von Pflichtinnungen, des großen Befähigungsnachweises und einer Einrichtungs- und Erweiterungssperre gegen Warenhäuser waren im Vergleich dazu Palliative die den Berufsstand als Ganzes nicht sichern konnten.
Allen mittelstandsfreundlichen Proklamationen zum Trotz wurden die großen Kapitalgesellschaften von Schacht und Göring bevorzugt. Das Wachstum der mittelständischen Verbrauchsgüterindustrie durch den wirtschaftlichen Aufschwung blieb gegenüber den Zuwachsraten der Großindustrie bescheiden. Ansätze zur Förderung des Mittelstandes nach der Machtergreifung, die die Industrie als „Mittelstandssozialismus“ verstehen konnte, wurden 1934 rückgängig gemacht. Die Mittelstandspolitik war durch ein Hin und Her wirtschaftspolitischer Maßnahmen gekennzeichnet. Zwischen 1936 und 1939 sank die Zahl der Handwerksbetriebe von 1,65 auf 1,35 Millionen.
1934 begann eine Auseinandersetzung zwischen der privatwirtschaftlichen Ruhrgas AG und der kommunalen Gaswirtschaft um den Aufbau einer zentralisierten Gasfernversorgung mit Gas aus dem Ruhrgebiet. Es gab rund 1.000 vorwiegend staatliche Gaswerke in Deutschland. Die Ruhrgas AG zielte auf weitgehende Stilllegung der Ortsgaswirtschaft, während es dieser um die Vermeidung einer Großraumgaswirtschaft ging. Die in Spitzenstellungen des politischen Apparates aufgestiegener Leiter von großen Stadtwerken und Gruppengasgesellschaften nutzten dafür ihre neue Positionen. Sie argumentierten mit den Gefahren einer zentralisierten Struktur im Kriegsfall und warfen dem Ruhrbergbau vor, die Kosten auf die Öffentlichkeit abzuwälzen und die Gewinne zu maximieren sowie die Übernahme der deutschen Gaswirtschaft durch „Enteignung“ kommunaler Werke zu betreiben. Das Rheinisch-Westfälische Kohlen-Syndikat und die Ruhrgas begannen mit einer umfangreichen Lobbyarbeit um das Reichswirtschaftsministerium und das Reichsinnenministerium auf ihre Seite zu ziehen. Im Frühjahr 1936 entwickelte sich ein eindeutiges staatliches Bekenntnis für ein Großversorgungssystem was zur Meinungsführerschaft von Protagonisten wie Lüder Segelken führte, der 1937 unter dem Titel „Großraumwirtschaft in der deutschen Gasversorgung“ das ideologisch-dogmatische Standardwerk der nationalsozialistischen Gaswirtschaft schrieb. Von da an waren die Vertreter der Kommunalgaswirtschaft ideologisch gleichgeschaltet. Das Gasgeschäft entwickelte sich für die Ruhrgas mit einer Kapitalrendite von regelmäßig 12 % äußerst profitabel.

### Schlüsselbranche Mineralölindustrie

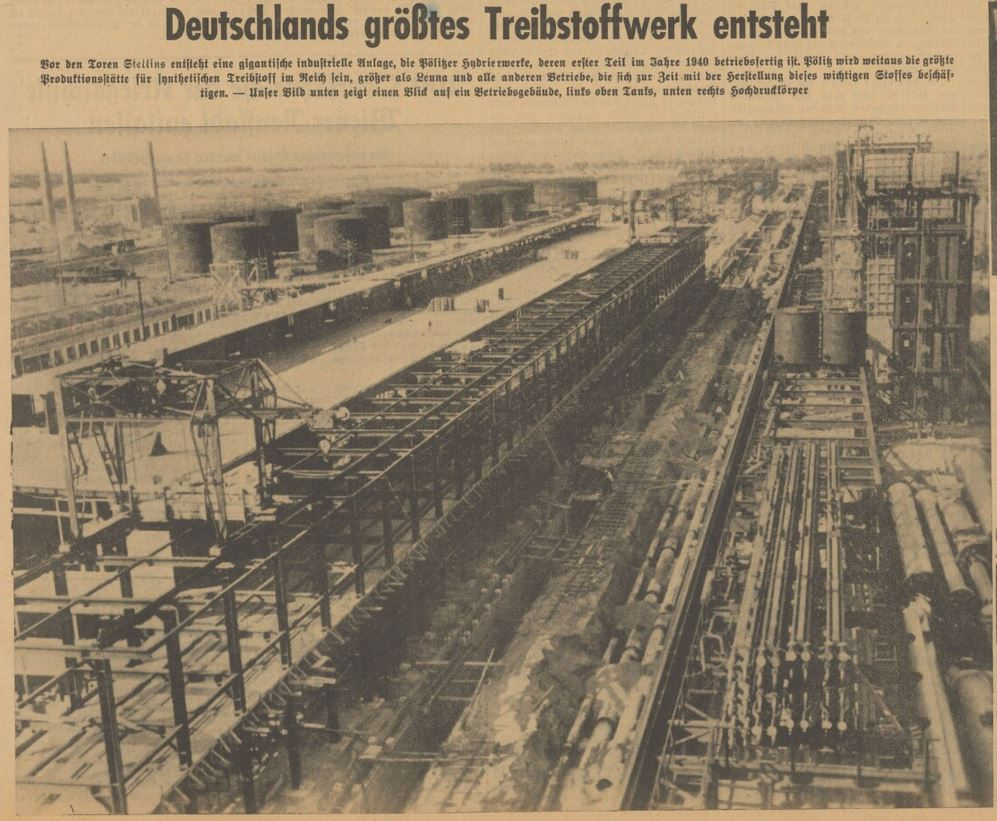
In Pölitz bei Stettin entstand ab 1938 das größte Hydrierwerk Europas

Am 10. Januar 1934 rief das Reichswirtschaftsministerium Vertreter der deutschen Erdölindustrie in Berlin zusammen. Dabei wurde das Reichsbohrprogramm initiiert, dessen Ziel das Auffinden und die Erschließung aller in Deutschland befindlichen Reserven war, insbesondere in Salzstöcken oder in Schieferlagen. Das Reichsbohrprogramm erwies sich als Erfolg: von 214.000 Tonnen im Jahr 1932 stieg die Förderleistung auf das Spitzenvolumen von 1,06 Millionen Tonnen im Jahr 1940. Das meiste davon wurde zu Schmieröl verarbeitet.
Zur Kriegsvorbereitung wurde eine strategische Vorratshaltung von Treibstoffen geplant. Unter Beteiligung der I.G. Farben wurde im August 1934 eine Tarnfirma mit dem Namen „Wirtschaftliche Forschungsgesellschaft mbH“ (Wifo) gegründet, mit dem Auftrag zum Bau von Großtanklagern für Heer und Luftwaffe. Rund eine Million Tonnen Treibstoff sollte die Wifo an rund zehn Standorten im Reich vorrätig halten. Kritisch war die Lage beim Flugbenzin, das im Kriegsfall kaum noch importiert werden könnte und Deutschland über keine Anlagen zur Herstellung verfügte. Die I.G. Farben schlossen daher mit dem US-Unternehmen Standard Oil – gegen den Willen der US-Regierung – einen Lizenzvertrag, um das notwendige Tetraethylblei erzeugen zu können.
Ausländische Konzerne dominierten das deutsche Mineralölgeschäft. Führend waren neben Standard Oil die britische AIOC (Anglo-Iranian Oil Company, Vorgängerin der BP) und die niederländisch-britische Royal Dutch Shell. Ihre deutschen Konzerntöchter verfügten Mitte der dreißiger Jahre über mehr als zwei Drittel der Raffineriekapazität. Sie beherrschten 72 Prozent des Marktes für Dieselkraftstoffe, 55 Prozent des Benzinmarkts und 50 Prozent des Schmierölmarkts. Wegen strenger Devisenbestimmungen im Deutschen Reich konnten die deutschen Tochtergesellschaften ihre Gewinne aber kaum an die ausländischen Muttergesellschaften überweisen.
Zentrales Augenmerk lag in den 1930er Jahren auf der synthetischen Herstellung von Kraftstoffen mittels Kohleverflüssigung. Es entstanden Hydrierwerke, beispielsweise in Dortmund, Wanne-Eickel, Zeitz-Tröglitz, Leuna und Pölitz, die zwar nie die Unabhängigkeit von Ölimporten ermöglichten, aber dennoch eine Kapazitätssteigerung erlaubten.

### Rolle des Konsums
Privater Konsum, als Binnennachfrage, stellte in der NS-Wirtschaft keinerlei Bedeutung dar, da alle Ressourcen der Intensivierung der Rüstung dienen sollten.
Auf dem Reichsparteitag 1936 sagte Hitler:

„Es war daher der eiserne Grundsatz der nationalsozialistischen Führung, keine Steigerung des Stundenlohnes zuzugeben, sondern die allgemeine Einkommenssteigerung durch eine Steigerung der Produktion herbeizuführen. Wenn die deutsche Nationalwirtschaft heute rund 15 Milliarden Löhne und Gehälter mehr auszahlt, dann nur, weil die Gesamtproduktion sich in einem ähnlichen Verhältnis gehoben hat.“

Für die Arbeiter blieb zwar der vom Regime verordnete Lohnstopp in Kraft. Aber zahlreiche Betriebe gingen aufgrund der guten Konjunktur und des bald spürbar werdenden Facharbeitermangels dazu über, höhere Akkordlöhne oder besondere Zulagen zu zahlen. So erreichten die Nettolöhne 1937, zumindest in den rüstungsrelevanten Wirtschaftsbereichen, wieder das Niveau von 1929, obwohl auch die Preise stiegen und neben den Steuern und Sozialversicherungsabgaben zusätzlich die Beiträge zur DAF vom Lohn automatisch eingezogen wurden. Die sich öffnende Schere zwischen den Tariflöhnen und den ungleich höheren Effektivlöhnen führte zu einer Lohndifferenzierung nach Leistungskriterien, die die bisherige Ordnung gesellschaftlicher Lohnpolitik, die zwischen Gewerkschaften und Arbeitgeberorganisationen als sozialen Vertretungsorganen in Flächentarifverträgen ausgehandelt worden war, ablöste.
Im internationalen Vergleich des Pro-Kopf-Volkseinkommens lag Deutschland in den 1930er-Jahren jedoch weiterhin um die Hälfte zurück gegenüber den USA, auch weit hinter Großbritannien und noch hinter den Niederlanden, Frankreich und Dänemark. Während in den USA die Verbindung von Serienproduktion durch Standardisierung und Fließbandmontage einerseits und hohen Löhnen andererseits einen rasch wachsenden Binnenmarkt selbst für teure Massenkonsumgüter wie Automobile schuf, stagnierte die Konsumgüterproduktion in Deutschland durch die ausschließliche Konzentration auf die Rüstung.
Zwar versuchte das Regime durch staatlich subventionierte „Volks“-Produkte Massengüter herzustellen, aber nur der Volksempfänger, der im Sommer 1933 in Serienproduktion ging und mit einem Ratenvertrag erworben werden konnte, wurde ein Erfolgsprodukt. Besaß 1933 ein Viertel aller deutschen Haushalte ein Radio, so waren es 1938 schon etwas über 50 Prozent. Verglichen mit 68 Prozent in England und 84 Prozent in den USA war aber auch das kein Spitzenwert.
Nicht zuletzt stieß das Projekt eines KdF-Wagens – Robert Ley 1938: „In 10 Jahren jedem schaffenden Deutschen einen Volkswagen!“ – auf große Zustimmung. 336000 Menschen leisteten wöchentliche Vorauszahlungen, um ihr eigenes Auto zu bekommen. Da der politisch festgelegte Preis von 1000 RM weit unter den Produktionskosten lag, fand sich kein Unternehmen bereit, den Volkswagen zu bauen. Stattdessen übernahm die DAF aus geraubten Gewerkschaftsvermögen die Finanzierung und beauftragte Ferdinand Porsche mit der Entwicklung und dem Bau des KdF-Wagens. Von den Einzahlungen der künftigen VW-Besitzer zog die DAF einen Gewinn von rund 275 Millionen RM; die Sparer selbst verloren ihr Vermögen, denn entgegen den Versprechungen des Regimes zur Massenmotorisierung wurde von dem propagandistisch angekündigten Volkswagen in der NS-Zeit kein einziger ausgeliefert. Vielmehr lieferte Porsche Militärfahrzeuge für die Wehrmacht. Selbst wer ein privates Auto eines anderen Herstellers besaß, wurde vom NS-Regime benachteiligt, denn der Benzinpreis lag in Deutschland Ende der 1930er-Jahre aufgrund hoher Besteuerung mit 39 Pfennig pro Liter doppelt so hoch wie beispielsweise in den USA. Benzin war im NS-Regime Treibstoff für das Militär, nicht für Privatfahrer.

## Wirtschaftslehre
In den 1960er Jahren herrschte das Urteil Wolfram Fischers vor, der Nationalsozialismus habe für die Wirtschaft, die nur im Dienste der außen- und machtpolitischen Ziele des Regimes stand, über kein Ordnungskonzept verfügt, sondern es gab nur „ein Konglomerat konfuser Ideen verschiedenen Ursprungs“ und man habe „zwölf Jahre lang system- und sinnlos experimentiert“. Avraham Barkai sah hingegen in den von wirtschaftlichen und politischen Realitäten diktierten und bei früheren und zeitgenössischen Theoretikern entliehenen Gesamtbild genügend neue Elemente und Methoden um von einen eigen-gearteten Ansatz der nationalsozialistischen Wirtschaftspolitik zu sprechen. Vereinzelt und umstritten blieb der Ansatz von Rainer Zitelmann, der Hitler eine sehr moderne Wirtschaftsanschauung attestierte und von dieser ausgehend erfolgreich direkt in die Wirtschaft eingegriffen habe. Öffentliche Resonanz erfuhr hingegen die Interpretation von Werner Abelshauser der einen keynesianischen Ansatz der NS-Wirtschafts- und Arbeitsmarktpolitik ausmachte, der in einem „militärischen Keynesianismus“ großen Stils weitergeführt worden sei.
Unter den führenden nationalsozialistischen Wirtschaftsideologen- und praktikern (Gottfried Feder, Walther Funk, Wilhelm Keppler, Theodor Adrian von Renteln, Otto Wagener) befand sich kein einziger qualifizierter Nationalökonom und nach der Machtergreifung spielten die Vertreter einer speziellen NS-Wirtschaftslehre (Feder und Wagener) keine Rolle mehr und mussten Experten wie Schacht und erprobten Praktikern der Ministerialbürokratie weichen. In seiner Rede vor Reichswehroffizieren am 3. Februar 1933 legte Hitler offen dar, daß man die Lösung der wirtschaftlichen Probleme nicht mit konventionellen konjunkturpolitischen Maßnahmen erreichen könne sondern nur durch die Eroberung von Lebensraum.

## Entwicklung in Zahlen
1938 veröffentlichte das Hamburgische Welt-Wirtschafts-Archiv einen Artikel des britisch-australischen Ökonomen Colin Clark, der einen internationalen Einkommensvergleich vorlegte. Demnach lag der Lebensstandard in Deutschland bei der Hälfte von dem der Vereinigten Staaten und bei zwei Dritteln desjenigen Großbritanniens.
| Arbeitslosigkeit im Verhältnis zur Entwicklung der Industrie          | 1932 | 1933 | 1934  | 1935  | 1936  | 1937  |
| Als arbeitslos gemeldete Personen, Jahresdurchschnitt (1.000.000)     | 6,02 | 4,80 | 2,71  | 2,15  | 1,59  | 0,91  |
| Beschäftigte bei der Reichsautobahn (RAB), Jahresdurchschnitt (1.000) | o.A. | <4,0 | 60,2  | 85,6  | 102,9 | o.A.  |
| Entwicklung der deutschen Fahrzeugproduktion, Index (1932=100)        | 100  | 204  | 338   | 478   | 585   | o.A.  |
| Beschäftigte in der Flugzeugindustrie (1.000)                         | o.A. | 4,0  | 16,8  | 59,6  | 110,6 | 167,2 |
| Ausgaben für den Schiffbau (in Millionen Reichsmark)                  | 49,6 | 76,1 | 172,3 | 287,0 | 561,3 | 603,1 |

| Wirtschaftsgruppe   | 1935 | 1937 |
| ------------------- | ---- | ---- |
| Maschinenbau        | 70,6 | 95,4 |
| Elektroindustrie    | 66,9 | 85   |
| Chemische Industrie | 76   | 87   |
| Textilindustrie     | 59,5 | 66,9 |

Bis 1935 waren die direkten Militärausgaben mit 18 % des gesamten Haushaltes vergleichsweise gering, die zunehmende Motorisierung war ein Gradmesser des Bevölkerungswohlstandes und die Deutschen Reichsautobahnen waren ein Prestigeobjekt zur Demonstration der nationalsozialistischen Leistungsfähigkeit.
Bis 1936 schien der versprochene Wiederaufschwung geschafft und die Rückkehr in die Weltwirtschaft noch möglich. Doch mit dem Aufschwung erhielten Hitler und die NSDAP die Bestätigung, die angeblichen „Machenschaften des Weltjudentums“ als Ursache der Weltwirtschaftskrise durch nationale politische Maßnahmen überwunden zu haben. Für die innenpolitische gestärkte Riege der Autarkie- und Lebensraumideologen war es an der Zeit, den nächsten Schritt zu gehen: die Intensivierung der direkten Rüstung als Vorbereitung für einen Eroberungskrieg.
Alle wirtschaftlichen Maßnahmen der Nationalsozialisten reichten aber nicht aus, die Produktionsanlagen voll auszulasten, wie nebenstehende Tabelle zeigt.
Zu den großen regionalen Gewinnern gehörte Mitteldeutschland, wo ein neues industrielles Zentrum neben dem Ruhrgebiet entstand. In Städten wie Magdeburg, Halle, Dessau, Halberstadt und Bitterfeld verdoppelte sich binnen weniger Jahre die Zahl der Beschäftigten. Eine Stadt wie Rostock mit Werften und dem Flugzeugwerk Heinkel steigerte ihre Einwohnerzahl innerhalb von nur sechs Jahren, von 1933 bis 1939, um ein Drittel von 90.000 auf 120.000 und stieg damit in die Liga deutscher Großstädte auf.
Die rüstungsbedingte Ausweitung industriellen Sektors verlief zu Lasten der Landwirtschaft. Jungen Leuten boten sich in der Industrie, die dringend Arbeitskräfte benötigte, die weitaus besseren Arbeitsbedingungen. Im November 1938 musste Reichsminister für Ernährung und Landwirtschaft Darré öffentlich eingestehen, dass der Landwirtschaft seit 1933 rund 500.000 Arbeitsplätze verloren gegangen waren, was einem Rückgang von 20 Prozent entsprach.

## Vom Staatsdefizit in die Kriegswirtschaft

### Finanzierung und Geldpolitik
Arbeitsbeschaffung und Rüstung bedurften bereits ab 1933 des Einsatzes der Notenpresse zu ihrer Realisierung. Der damals von vielen Finanztheoretikern als Sicherheit gegen Inflation angestrebte Golddevisenstandard war bereits im Jahre 1931 zusammengebrochen. Hjalmar Schacht als Reichsbankpräsident ermöglichte den Umlauf von „Sonderwechseln“, die von der Reichsbank gedeckt und vom Staat garantiert wurden. Die Zusammenhänge um diese Wechsel blieben der Öffentlichkeit zunächst verborgen. Einerseits sollte keine Klarheit über das Ausmaß der künftigen Rüstungsinvestitionen und damit über den Bruch des Versailler Vertrages bestehen. Andererseits sollte am Geldmarkt keine Unsicherheit über die Stellung der Reichsmark aufkommen und damit eine ungewünschte Entwertung (Inflation) erfolgen.
Für diesen Zweck wurde ein Scheinunternehmen gegründet, die Metallurgische Forschungsgesellschaft m.b.H., hinter der vier namhafte deutsche Unternehmen standen, nämlich Siemens, Gutehoffnungshütte, Krupp und Rheinmetall. Außer als Finanzierungsinstrument, um durch eine zweite Unterschrift die Diskontierung ihrer Wechsel durch die Reichsbank rechtlich zu ermöglichen, hatte die Mefo mbH keinen weiteren Geschäftszweck. Für Rüstungsausgaben wurden 11,9 Milliarden Reichsmark von 1934 bis zum von Schacht unter Rücktrittsdrohung durchgesetzten Ausgabestopp der Mefo-Wechsel 1938 durch diese gedeckt. Das entsprach 30 % der bis dahin getätigten Ausgaben der Wehrmacht und damit mehr als dem Tausendfachen der Eigenkapitaleinlage der MeFo von nur einer Million Reichsmark.
Zwischen verschiedenen Zweigen der Reichsregierung war die Finanzpolitik allerdings umstritten, insbesondere bezogen auf die Aufrüstung. So baute Schacht das Wechselsystem zwar aus, versuchte aber zugleich mehrfach, ebenso wie Finanzminister Krosigk, eine Ausgabenbeschränkung und höhere Steuern zu erreichen sowie die Finanzierung der Wehrmacht wieder in den Reichshaushalt einzuordnen. Allerdings scheiterte diese Initiativen nicht zuletzt am persönlichen Desinteresse Hitlers gegenüber finanzpolitischen Fragen und dem Ausgabeneifer anderer Ressorts. Krosigk konnte bis 1935 lediglich kleinere Maßnahmen durchsetzen, wie eine verschärfte Erhebung der Steuern, Zugriff auf die Überschüsse der Arbeitslosenversicherung angesichts eines hohen Beschäftigungsstands und geringere Geldzuweisungen an Länder und Kommunen.
Von 1935 an wurden zusätzlich zu den Mefo-Wechseln 4,5-prozentige auslosbare Schatzanweisungen ausgegeben. Von 1935 bis 1939 wurden durch dieses Instrument rund 11 Milliarden Reichsmark beim Publikum und knapp 9,3 Milliarden bei Kapitalsammelstellen platziert. Von 1938 an folgten als weiteres Finanzinstrument kurzfristige Schatzanweisungen, die von Banken, Sparkassen und Versicherungen mehr oder minder gezwungenermaßen erworben werden mussten, da staatlicherseits nahezu alle anderen Anlagemöglichkeiten versperrt worden waren.
1936 folgten angesichts des immer gravierenderen Geldmangels als Konsequenz des Vierjahresplans weitere finanzpolitische Maßnahmen, oft begleitet von erheblichen Auseinandersetzungen innerhalb der Reichsführung. So wurde die Laufzeit der Mefo-Wechsel auf sechs Monate verdoppelt und die Körperschaftssteuer erhöht. Zudem setzte Schacht Erhöhungen von Zöllen und Mineralölsteuer zur Finanzierung des Autobahnbaus durch. Den bevorstehenden Wegfall der Mefo-Wechsel versuchte das Finanzministerium 1937 unter anderem mit der Erhebung unter anderem der Wehr- und der Wandergewerbesteuer sowie dem Wegfall zahlreicher Steuervergünstigungen ab dem Jahr 1938 auszugleichen, was aber nicht annähernd gelang.
Schon am Tag nach dem Anschluss am 12. März 1938 wurden die Goldreserven der Österreichischen Nationalbank der Deutschen Reichsbank übertragen. Das Gold aus Österreich überstieg die deutschen Reserven zu jenem Zeitpunkt um das Dreifache. Insgesamt wurden 78,3 Tonnen Feingold im Wert von 467,7 Millionen Schilling sowie Devisen und Valuten im Wert von 60,2 Millionen Schilling (=4,4 Millionen Euro; 1,1 Millionen Reichsmark) (auf der Basis der niedrigeren Berliner Kurse) zur Reichsbank nach Berlin transferiert. Von da an wird der Begriff Nazigold/Raubgold (engl. looted gold) verwendet, um den Zugriff auf Goldreserven eroberter Länder und der Bürger durch SS- und Regierungsstellen bis 1945 zu kennzeichnen.
Dennoch verursachte der Anschluss erhebliche Mehrkosten. Zusammen mit den fehlenden Einnahmen aus den Mefo-Wechseln führte dies zu einer akuten Haushaltskrise im Jahr 1938. Reichsbank und Finanzministerium einigten sich im April, als Ersatz auf lombardfähige, dreiprozentig verzinsliche Lieferungsschatzanweisungen mit sechsmonatiger Fälligkeit, die für rund ein Jahr als Provisorium vorgesehen waren. Im Verlauf des Jahres erhöhte die Reichsleitung jedoch die Rüstungsausgaben erneut. Der finanzielle Bedarf wurde, mehr als bereits zuvor, als mittelfristiges Problem gesehen, eine hohe Verschuldung insbesondere durch kurzfristige Kredite wurde dafür in Kauf genommen. Es sollte eine durch begrenzte militärische Aktionen erzwungene territoriale Expansion folgen. Daher lag das Volumen der Schatzanweisungen bis Mitte 1939 jederzeit über den 2 Milliarden Reichsmark, die eigentlich als Obergrenze vorgesehen waren, mit den damit verbundenen Verwerfungen am Geldmarkt. Im Jahresverlauf 1938 versuchte das Finanzministerium mit zahlreichen Notmaßnahmen, eine Zahlungsunfähigkeit der Reiches abzuwenden. So wurde die Körperschaftssteuer im Juli erneut erhöht, im August außerdem verschiedene Verbrauchssteuern und Anfang September folgte ein Stopp über alle zivilen Bauvorhaben des Reiches. Auch die gegen die jüdische Bevölkerung verhängte Zwangsabgaben im November leisteten mit rund einer Milliarde Reichsmark Erlös keinen wesentlichen Beitrag zur Behebung der Finanzkrise. Darüber hinaus wurde für 1939 eine Erhöhung der Einkommensteuer sowie eine Verschiebung der Ablösung verbleibender Mefo-Wechsel über 17 Jahre hinweg vorgenommen. Bei der Begebung weiterer Reichsanleihen Ende 1938 zeigte sich, dass der Finanzmarkt kaum noch aufnahmefähig und -willig war. Schließlich verweigerte Schacht im Dezember 1938 dem Reich einen Überbrückungskredit in Höhe von 100 Millionen Reichsmark.
Anfang 1939 versuchten Schacht und Krosigk trotz ihrer Differenzen in vielen Sachfragen, Hitler mit einer konzertierten Aktion zu geringeren Ausgaben, höheren Steuern und einer Kontrolle des Militäretats durch das Finanzministerium zu bewegen. Daraufhin entließ Hitler Schacht und ersetzte ihn durch Walther Funk. Sofort vergab die Reichsbank einen Betriebskredit an das Reich und legte ein Ankaufprogramm für Reichsanleihen auf. In den folgenden Monaten wurden die Reserven verschiedener staatlicher Banken an das Reich überführt, verschiedene Wechsel durch Änderungen der Diskontsätze und Überführung in andere Anleihearten für das Reich günstiger gestaltet sowie neue unverzinsliche Schatzanweisungen (U-Schätze) ausgegeben. Im Februar 1939 folgten die angekündigte Erhöhung der Einkommensteuer für Ledige und kinderlose Besserverdiener, die erste seit der „Machtergreifung“, und die Streichung von weiteren Steuervergünstigungen, beides rückwirkend auch für 1938. Hinzu wurden Feuerschutzversicherungsteuer sowie Rennwett- und Lotteriesteuer neu eingeführt.
Ab Mai 1939 stellte das Reich so genannte NF-Steuergutscheine („Neuer Finanzplan“) als Ersatz für die Lieferschatzanweisungen aus. Damit wurden Rechnungen, die an das Deutsche Reich ausgestellt wurden, zu 40 % sofort bezahlt und der Rest als Steuernachlass gutgeschrieben. Weitere Bestandteile des Neuen Finanzplans war die erstmals erhobene Mehreinkommensteuer. Tatsächlich besserten die gestiegenen Steuereinnahmen die Finanzlage deutlich. Zudem konnte das Reich wieder auf die Begabe der von Hitler kritisch gesehenen öffentlichen Anleihen verzichten und nutzte künftig vor allem U-Schätze und Schatzwechsel.
Die konkrete Kriegsfinanzierung war von 1935 von Vertretern verschiedener Ministerien und der Reichsbank diskutiert worden. Dabei kursierte eine Vielzahl von Entwürfen, zu denen keine Einigung erzielt wurde. Unter dem Eindruck des beginnenden Zweiten Weltkriegs wurde dann eine Auswahl dieser Maßnahmen umgesetzt, wobei wohl Hermann Göring am Abend des 30. August, also eineinhalb Tage vor dem Überfall auf Polen, die letzten Entscheidungen traf. Ausformuliert wurden die Regeln in der Kriegswirtschaftsordnung, die am 4. September 1939 in Kraft trat. Darin wurde ein Aufschlag von 50 Prozent auf die Einkommensteuer verfügt, allerdings nur ab einem Einkommen von 2400 Reichsmark im Jahr und bis zu bestimmten Deckelbeträgen. Dazu kamen ein Preisaufschläge von 20 Prozent auf Bier und Tabakwaren und von einer Reichsmark auf jede Flasche Brannt- und Schaumwein. Im weiteren Kriegsverlauf versuchte das Finanzministerium mehrfach weitere Steuererhöhungen durchzusetzen, traf dabei aber auf den Widerstand anderer Machtzentren, so dass es bei kleineren Steueranhebungen blieb.
Die von vielen Wirtschaftswissenschaftlern befürchtete Inflation, die man aufgrund der Abkehr vom Goldstandard und der Mehrverschuldung erwarten konnte, trat zunächst nicht ein. Die staatliche Festlegung der Marktordnung und die Kontrolle über die Preisgestaltung und Gewinnmargen durch den Reichskommissar für die Preisbildung setzten marktwirtschaftliche Prinzipien außer Kraft. Der Verbraucherpreisindex stieg lediglich mit durchschnittlich einem Prozent pro Jahr. Da die so erzwungene Stabilität der Reichsmark rein politisch und nicht wirtschaftlich begründet war, konnte die Währung am internationalen Geldmarkt kein Vertrauen schaffen. Große internationale Investitionen in die deutsche Wirtschaft blieben aus, was eine chronische Devisenknappheit zur Folge hatte. Die aufgestaute Inflation führte mit dem Kriegsende zur Währungsreform.
Götz Alys Buch über Raub und Rassenkrieg (2005) und andere Autoren versuchen nachzuweisen, dass die Eroberungskriege des nationalsozialistischen Deutschland auch immer zugleich der Versuch waren, Devisen zu erobern bzw. ihre Verwendung zu kontrollieren. Dazu wurde die nationalsozialistische Regierung durch ihre eigene unsolide Finanz- und Währungspolitik gezwungen. Aly meint, dass die nationalsozialistische Regierung „zunächst mit unseriösen, bald mit kriminellen Techniken der Haushaltspolitik arbeitete“. Der deutsche Staatshaushalt durfte ab 1935 nicht mehr veröffentlicht werden, was vor allem der Verschleierung der kritischen Haushaltslage diente. „In ihrer Propaganda prahlten die NS-Führer, sie würden das Fundament für das Tausendjährige Reich legen, im Alltag wussten sie nicht, wie sie am nächsten Morgen ihre Rechnungen begleichen sollten“. Finanziert wurden die Kriegskosten nur zu einem kleinen Teil durch reguläre Staatseinnahmen, zum größeren Teil mit der sogenannten geräuschlosen Kriegsfinanzierung und durch die besetzten Länder (siehe auch: Hitlers Volksstaat von Götz Aly). Als auch das nicht mehr ausreichte, wurde die Deutsche Reichsbank als Kreditgeber eingesetzt. Faktisch bedeutete dies, dass bereits Mitte der 1930er Jahre das Deutsche Reich zahlungsunfähig war.
Der Wirtschaftshistoriker Dieter Stiefel spricht in Bezug auf die Mefo-Wechsel von einer „abenteuerlichen Finanzpolitik“; das Deutsche Reich habe sich „spätestens seit 1934 von einer seriösen Währungspolitik verabschiedet und staatliche Geldschöpfung betrieben“.
Nach Ermittlungen im Jahr 1946 erbeutete das nationalsozialistische Deutschland in den besetzten Gebieten Gold im Wert von 700 Millionen Dollar, den größten Teil davon in Belgien und den Niederlanden. Polen dagegen war es gelungen, den größten Teil des Zentralbankgoldes (Wert ca. 87 Millionen US-Dollar) zu Kriegsbeginn in Sicherheit zu bringen.
Wesentlich für die Finanzierung im nationalsozialistischen Deutschland war die Kontrolle der Kreditinstitute durch das Regime. Der Wirtschaftsminister Walther Funk wurde Februar 1938 Reichsbankpräsident. Neben der Kontrolle der in Deutschland traditionell starken öffentlichen Banken sicherte sich die NSDAP im Rahmen der „Arisierung“ den Zugriff auf Führungsfunktionen bei einer Reihe von Privatbanken. Die Großbanken versuchten, Teile ihrer Unabhängigkeit zu bewahren, mussten sich aber ab 1942/1943 mit dem Bormann-Ausschuss arrangieren. Bei Kriegsende bestanden die Aktiva der Banken als Ergebnis dieser Politik zum überwiegenden Teil aus (nun wertlosen) Anleihen des und Forderungen an das Reich.
Die Ablehnung freier Märkte durch die Nationalsozialisten bei gleichzeitiger Nutzung für ihre Zwecke wurde auch in ihrer Politik in Bezug auf die Wertpapierbörsen deutlich. Das Börsengeschäft war den Nationalsozialisten suspekt. Zum einen lehnten sie aus ideologischen Gründen Finanzmärkte ab. Zum anderen waren viele der Börsenteilnehmer Juden. Auf der anderen Seite waren die Börsen zur Finanzierung von Staat und Wirtschaft unerlässlich. Wie alle anderen Einrichtungen im Reich wurden auch die Börsenvorstände 1933 gleichgeschaltet. Börsenvorstände jüdischer Herkunft wurden aus ihren Funktionen entfernt, die Börsen nach dem Führerprinzip organisiert.
Um den Wettbewerb der Börsenplätze auszuschalten, wurde 1934 eine Verpflichtung eingeführt, Wertpapiere ausschließlich an der Heimatbörse zu handeln. Im Sinne einer weiteren Zentralisierung wurde die Zahl der Börsen deutlich verringert. 1934 wurden die bisher 21 deutschen Börsen zu neun Börsen zusammengefasst.
Um die Binnenfinanzierung der Unternehmen zu stärken, wurden mit dem Anleihestockgesetz vom 4. Dezember 1934 die Dividenden-Ausschüttungsmöglichkeiten begrenzt. Dies reduzierte die Attraktivität der Aktien der börsennotierten Unternehmen empfindlich. Neuemissionen fanden nahezu nicht mehr statt. Auch wenn die Wirtschaft 1933 bis 1938 um 50 % wuchs, stagnierte das Kapital der notierten Aktiengesellschaften. Auch die Zahl der notierten Gesellschaften sank stark. Waren es im Jahr 1933 noch etwa 10.000 börsennotierte Aktiengesellschaften gewesen, so waren es 1941 nur noch 5.000 (im Altreich, also ohne Österreich und den hinzugekommenen Gebieten). Auch die Emissionen von Industrieobligationen sanken von 1933 auf 1938 von 3,4 auf 2,9 Mrd. Reichsmark.
Im Gegenzug nutzten die Nationalsozialisten die Börsen, um das massiv gewachsene Staatsdefizit zu finanzieren. Der Umfang der notierten öffentlichen Anleihen stieg von 10,8 (1933) auf 24,1 Mrd. RM (1938). Dieser „starken Ausweitung des Krediteinsatzes für öffentliche Arbeitsbeschaffungsmaßnahmen“ stand eine „Verringerung der von der privaten Wirtschaft angenommenen Kredite“ gegenüber. Der Historiker Karsten Heinz Schönbach wirft den Großbanken vor, dass sie bereitwillig einen erheblichen Anteil der Aufrüstung kreditierten. Der Leiter des Amtes D des Reichsluftfahrtministeriums, zuständig für den Aufbau der Luftwaffe, Albert Kesselring lobte in seinen Erinnerungen das „erfreulich selbstlose Mitwirken der Großbanken“ bei der Finanzierung der Luftwaffenrüstung.

### Mangelwirtschaft: Rohstofflage bei knappen Ressourcen

#### Landwirtschaft und Ernährung
Bereits im Frühjahr 1933 wurde vom Reichslandbund, einem der NSDAP nahestehenden Verband, die Gleichschaltung aller agrarpolitischen Interessensorganisationen betrieben. Am 4. April 1933 übernahm eine neu geschaffene „Reichsführergemeinschaft“ die Vertretung des gesamten deutschen Bauernstandes nach außen. Einen Tag später sagte der deutsche Landwirtschaftsrat als Dachorgan der Landwirtschaftskammern der Regierung seine volle Unterstützung zu.
Richard Walther Darré, Reichsbauernführer der NSDAP, wurde zum Präsidenten des deutschen Landwirtschaftsrates gewählt. 1933 fasste Darré, inzwischen Reichsminister für Ernährung und Landwirtschaft, verschiedene Zweige der Landwirtschaft im Reichsnährstand als Zentralverband durch Zwangsmitgliedschaft zusammen. Dazu zählten Forstwirtschaft, Gartenbau, Fischerei und Jagd, landwirtschaftliche Genossenschaften, der Landhandel sowie die Be- und Verarbeitung landwirtschaftlicher Güter.
Bis 1945 liefen nun die Fäden der agrarischen Produktions- und Verteilungssysteme dort zusammen.
Die bis 1935 geschaffene Marktordnung war eine Vorstufe der späteren Kriegsernährungsordnung. Diese unterschied sich von der Marktordnung in Friedenszeiten „nicht in der Art, sondern nur dem Grade nach“.
Obwohl es bis 1935 zu einem Anstieg der Verbraucherpreise und der Löhne im Agrarbereich kam, musste eine weitere Verteuerung der Grundnahrungsmittel verhindert werden. Der zur Berechnung der geplanten Aufrüstung relevante durchschnittliche Industrielohn sollte ein stabiler Faktor bleiben und nicht durch Preissteigerungen in die Höhe getrieben werden. So fielen bis 1938 die Verbraucherpreise wieder auf das Niveau von 1933 zurück. Das Reichserbhofgesetz von 1933, das eine Veräußerung von Höfen ab einer gewissen Größe durch die Eigentümer oder ihre Erben verbot, trug dazu bei, die Landflucht zu verhindern, das landwirtschaftliche Schuldenregelungsverfahren diente der Entschuldung der Landwirte. Auf keinem anderen Sektor waren im Dritten Reich Partei und Wirtschaft so eng verflochten wie in der Landwirtschaft.
Die gesamte landwirtschaftliche Nutzfläche wurde trotz Ausrufung der „Erzeugungsschlacht“ durch Darré von 1933 bis 1939 um ca. 800.000 ha verringert. Grund dafür war die Beanspruchung der Flächen durch die Reichsautobahn und die Wehrmacht. Allein die Errichtung des Westwalls forderte 120.000 ha landwirtschaftlichen Gebietes. Zudem fehlten Düngemittel und Anreize in der Preispolitik. Es bahnte sich die Stagnation der Getreideproduktion an, die kaum noch an die Produktionszahlen von 1913 herankam. Nach Kriegsbeginn entwickelte die Produktion sich sogar rückläufig. Das größte Defizit herrschte aber bei der Versorgung durch Fette und pflanzliche Öle, die bis zu 50 % durch Clearing-Verträge mit Dänemark und den baltischen Staaten eingeführt werden mussten (siehe auch Fettlücke).
Von 1933 bis 1938 gingen rund 500.000 Arbeitsplätze in der Landwirtschaft verloren, was einem Rückgang von 20 Prozent entsprach.
1939 konstatierte sich das Deutsche Reich, nunmehr mit dem Saarland, Österreich, dem Sudetenland, dem Protektorat Böhmen und Mähren und dem Memelland, im Ernährungbereich eine 83%ige Selbstversorgungsfähigkeit.

#### Stagnierender Außenhandel und Devisenmangel
Nach Bernd-Jürgen Wendt wies die staatliche Wirtschaftsbürokratie zwischen 1924 und 1945 eine hohe personelle und institutionelle Konstanz auf und ihre enge institutionalisierte Kooperation mit dem Auswärtigen Amt, sorgte für einen einheitlichen und kontinuierlichen Kurs in der Außenwirtschaftspolitik. Karl Ritter und sein Nachfolger Emil Wiehl zuständig für Handelspolitik im Auswärtigen Amt arbeiteten über alle Brüche hinweg vertrauensvoll mit Hans Posse vom Reichswirtschaftsministerium zusammen. Ritter und Posse galten mit ihren engen Verbindungen zur Privatwirtschaft als Repräsentanten der außenwirtschaftlichen Interessen der Industrie im Bereich der staatlichen Administration.
Schon vor 1929 war eine Tendenz bemerkbar, dass der europäische Außenhandel sich zu Lasten der Überseestaaten auf Handelspartner in Europa oder in Nachbargebieten mit einer gemeinsamen Landesgrenze einschränkte.
Der gelenkte Außenhandel unter den Voraussetzungen des „Neuen Planes“ suchte außerdem nach rohstoffreichen europäischen Ländern, die an einem direkten Warenaustausch mit Handelsgütern der deutschen Industrie interessiert waren.
Als 1941 mit dem Balkanfeldzug auch die Länder Südosteuropas in die faschistische Neuordnung Europas einbezogen wurden, war diese schon seit einem Jahrzehnt Ziel eines deutschen informellen Imperialismus um von dort Agrarprodukte und Rohstoffe zu beziehen. Beim Aufbau dieses „informal empire“, bestehend aus einem „Kernraum“ Deutschland und einem „Ergänzungsraum Südosteuropa“, spielte der von der rheinisch-westfälischen Schwerindustrie geführte Mitteleuropäische Wirtschaftstag, in bemerkenswerter Kontinuität von 1931 bis Kriegsende, eine wesentliche Rolle.
1934 kamen Handelsabkommen mit Jugoslawien und Ungarn zustande, bei denen die Ein- und Ausfuhr in ein bestimmtes Land mittels Clearing wertmäßig aufgerechnet und bilanziert wurde. Diese moderne Art des Tauschhandels schonte die Devisen- und Goldreserven des Deutschen Reiches, welche für den Ankauf von Rüstungsgütern benötigt wurden. Hierzu schloss das Reich Handelsabkommen (wie z. B. das deutsch-britische Zahlungsabkommen von 1934) mit nahezu allen wichtigen Handelspartnern ab. Auch im Norden schlossen Staaten wie Schweden, Dänemark und die baltischen Staaten Handelsabkommen mit dem devisenschwachen Dritten Reich ab. Allein der rüstungswichtige Eisenerz-Import aus Schweden stieg von 1932 bis 1936 um das Fünffache an. Der kontinuierlich steigende Bedarf an Eisenerzen konnte dennoch nicht gedeckt werden. Dieser Mangel führte 1937 sogar zu Rückgängen in der Flugzeugproduktion, auch der Flottenausbauplan der Marine wurde dadurch gebremst.
Trotz devisenschonender Clearing-Verträge und einem Anwachsen des Binnenhandels wurde bis 1936 das Volumen des Außenhandels nicht wesentlich vergrößert. Der Anteil an rüstungsrelevanten Rohstoffen wurde aber durch staatliche Lenkung deutlich erhöht, der Anteil an Konsumgütern entsprechend verringert. Dabei lag der Schwerpunkt auf der Einfuhr von Metallen, Treibstoffen, Kautschuk und Baumwolle.
| Lieferanten von Eisenerz nach Anteilen in Prozent | 1934 | 1935 | 1936 | 1937 | 1938 | 1939 |
| Schweden                                          | 56,8 | 39,1 | 44,6 | 44,0 | 41,0 | 48,7 |
| Frankreich                                        | 19,5 | 39,9 | 37,1 | 27,8 | 23,0 | 13,4 |
| Spanien                                           | 7,6  | 9,3  | 5,7  | 6,7  | 8,2  | 5,9  |
| Norwegen                                          | 6,4  | 3,6  | 2,8  | 2,4  | 5,0  | 5,0  |

Die angestrebte Autarkie konnte annähernd nur im Nahrungsmittelbereich und im Bereich Chemie verwirklicht werden. Bei Kriegsausbruch betrug die Auslandsabhängigkeit bei Rohstoffen rund 35 Prozent des Gesamtbedarfes, in vielen rüstungswichtigen Bereichen erheblich mehr.
| Auslandsabhängigkeit bei Kriegsausbruch 1939      | Eisenerz | Kupfer | Mineralöle | Kautschuk | Nahrungsmittelfett |
| Auslandsabhängigkeit in Prozent vom Gesamtbedarf  | 75       | 70     | 65         | 85–90     | 50                 |
| Davon als „blockadesicher“ eingeschätzt (Prozent) | 54       | 15     | 22         | 4         | 75                 |

Die aufgelaufenen kurzfristigen Schulden Deutschlands wurden in den Stillhalteabkommen eingefroren und langfristig abgebaut. Auch dies leistete einen wichtigen Beitrag gegen die Devisenknappheit.
Boykottbewegungen im Ausland gegen deutsche Waren, wie z. B. die Non-Sectarian Anti-Nazi League, machten dem deutschen Außenhandel zusätzliche Schwierigkeiten.
Nach den außenpolitischen Aggressionen des Jahres 1938 wurde die UdSSR zum wichtigsten Außenhandelspartner des „Großdeutschen Reiches“ (Deutsch-Sowjetischer Wirtschaftsvertrag). Die restlose Rohstoffversorgung eines kriegsführenden Deutschland war laut Einschätzung der Reichsregierung „nur mit den Rohstoffen Russlands […] möglich.“

### Rassenpolitik, Zwangsabgaben und Korruption

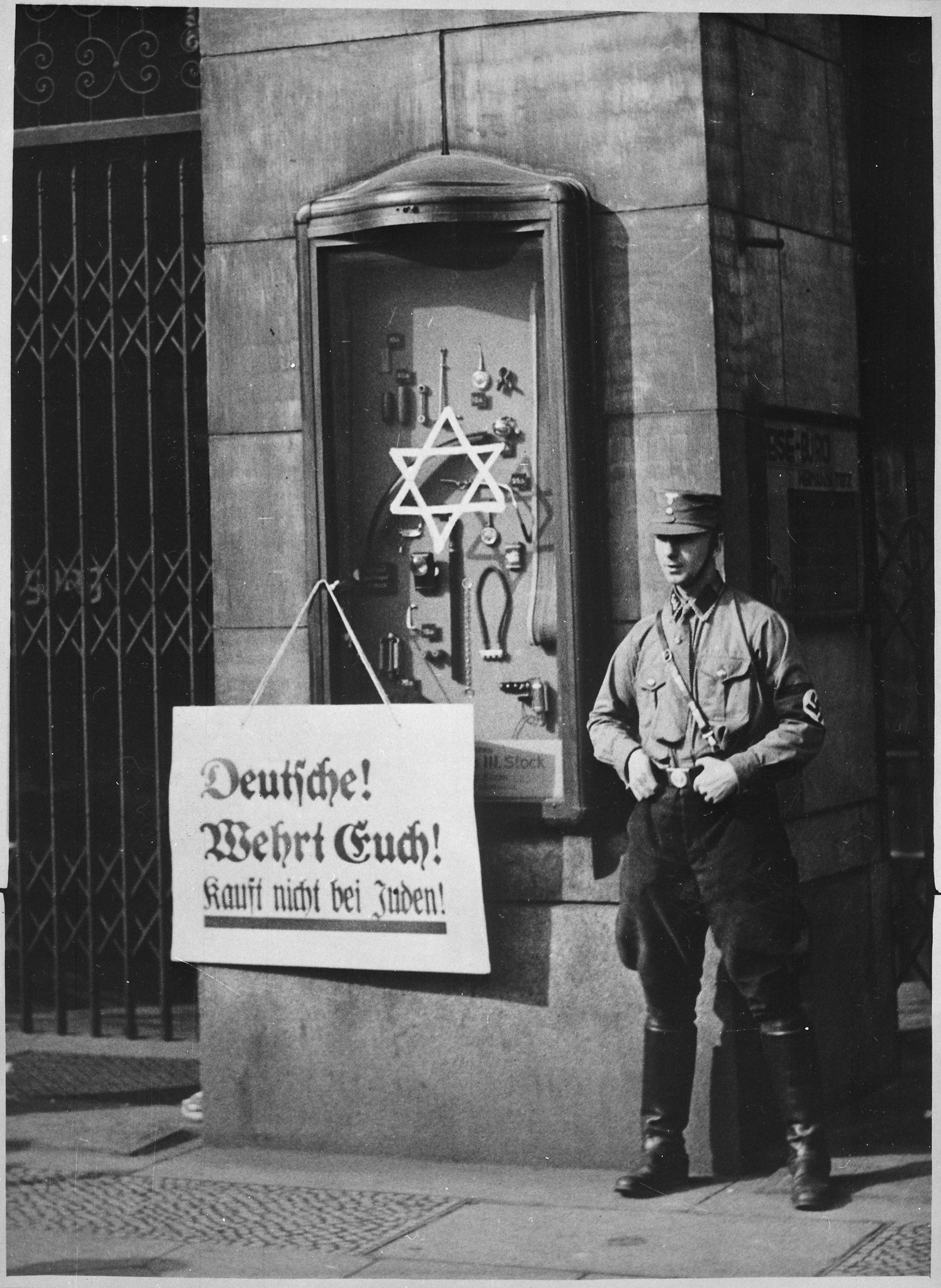
SA-Mitglied vor dem Warenhaus Tietz, Berlin, 1. April 1933

Der für das Dritte Reich typische „erlösende“ Antisemitismus zielte gleichermaßen auf die persönliche Vernichtung und die Beraubung der jüdischen Bevölkerung. Während das Regime die Verschleppung und Ermordung der Menschen als „Umsiedlung“ verharmloste, wurden Raub und Erpressung als „Arisierung“ von zuvor mit angeblich betrügerischen Methoden erwirtschaftetem und daher unrechtmäßigem Besitz von Menschen jüdischer Herkunft bezeichnet.
Dabei zog sich die Bereitschaft, sich an den Opfern des Antisemitismus persönlich zu bereichern, durch praktisch alle sozialen und politischen Schichten. Da die „Arisierung“ nicht zentral durch ein Ministerium überwacht wurde, sondern an die Gauleitungen delegiert war, erhielten auch Mitglieder der unteren politischen Führungsebenen Gelegenheit zu Bereicherung, Raub und Erpressung.
In der Regel schöpften die Täter die Einschätzung ihrer moralischen Berechtigung aus der Selbstwahrnehmung als Opfer während der „Kampfzeit“ der NSDAP bis 1933. Die propagandistische Aussage, dass „Tausende und Abertausende“ Anhänger der NSDAP erhebliche persönliche und wirtschaftliche Opfer gebracht hätten, ja durch die finanzielle Ausbeutung durch das Judentum in den Selbstmord getrieben worden wären, ließ moralische Ansprüche entstehen. Nachdem sich Parteigenossen nach 1933 auf breiter Basis an der Bereicherung an geraubten Gütern, insbesondere Immobilien, beteiligt hatten, kam es zu einer weiteren Radikalisierung in der „Judenfrage“. Die Vorstellung, die verschleppten rechtmäßigen Eigentümer des in Beschlag genommenen Besitzes könnten zurückkehren und ihr Eigentum beanspruchen, war zunehmend unerträglich. Zusammen mit bereits vorher gehegten Rassen-Ideologien wurde eine „Endlösung“ dieser Situation für viele wünschenswert.

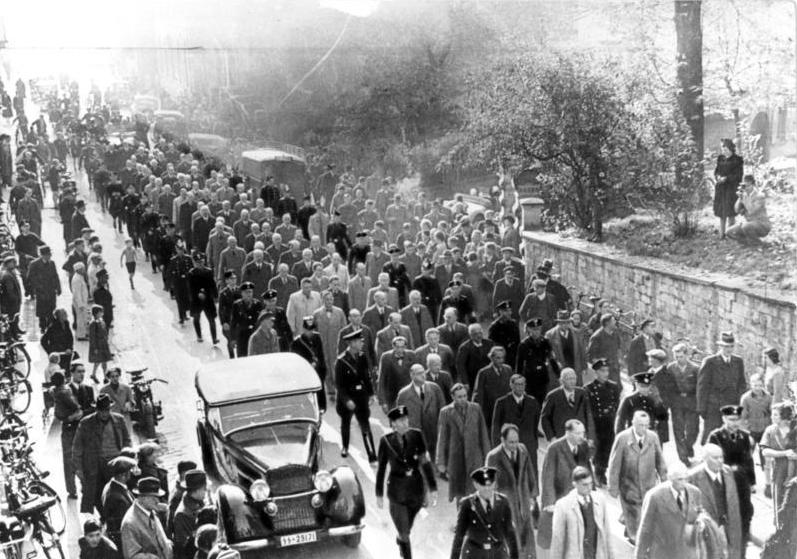
Nach dem Novemberpogrom wird eine Kolonne Juden zur Schutzhaft ins KZ gebracht, Baden-Baden, November 1938

Wiewohl das Deutsche Reich das Verfügungsrecht über das „arisierte“ Vermögen beanspruchte, ist es fraglich und bis heute nicht nachvollziehbar, zu welchem Prozentsatz die erbeuteten Werte tatsächlich an Regierungsstellen weitergegeben wurden. Im Zuge der Novemberpogrome 1938 veranlasste Hermann Göring die Judenvermögensabgabe in Höhe von einer Milliarde Reichsmark, was angeblich etwa sechs Prozent der Steuereinnahmen entsprach. Die Juden wurden nach der Pogromnacht in Sicherungshaft genommen und auf dem Weg in die Konzentrationslager oder dort ausgeplündert und zur Überschreibung von Vermögenswerten genötigt. Vom Reichsführer SS Heinrich Himmler, der für die Verteilung des Raubgutes offiziell zuständig war, bis zum Reichsschatzmeister der NSDAP wurden zwar Uneigennutz und Rechtskonformität gefordert, in der Praxis aber je nach Bedarf und Gelegenheit mit oder ohne Wissen der Partei gebrochen. Für Himmler wurde ein „Sonderkonto S“ eingerichtet, auf das Spendenbeträge des Freundeskreises Reichsführer SS, auch als „Keppler-Kreis“ bekannt, in Millionenhöhe eingingen. Die Mitglieder des Freundeskreises wurden im großen Stil zu Profiteuren der „Arisierung“. Zur Verfügung der SS wurde außerdem in geheimer Übereinkunft mit Wirtschaftsminister Funk ein Sonderkonto eingerichtet, das aus dem Erlös der Wertgegenstände der in den Konzentrations- und Vernichtungslagern beraubten und ermordeten Juden aufgefüllt wurde.
Nach außen hin und entsprechend der nationalsozialistischen „Ehrvorstellung“ durfte die Verfolgung der Juden nach Himmler nur nach ideologischen, nicht aber nach gewinnsüchtigen Motiven betrieben werden. Das hätte unter Umständen zur Verschonung von besitzlosen jüdischen Mitmenschen geführt. In der Umsetzung aber wurden Bereicherungen an jüdischem Besitz nur in Ausnahmefällen verfolgt, beispielsweise wenn damit gleichzeitig ein unliebsamer Parteigenosse entfernt werden konnte.
Die Palette der Übergriffe reichte von Schutzgelderpressung lokaler SA- oder SS-Gruppen an Privatleuten bis zur Erpressung von Industriellen im Ausmaß mehrerer Millionen Reichsmark mittels vorgedruckter „Spendenformulare“ bei Androhung sofortiger Erschießung. Geraubte Kunstschätze fanden starke Verbreitung unter Parteigrößen, Soldaten wurden häufig mit Immobilien „beschenkt“.
Schon unmittelbar mit dem Amtsantritt Adolf Hitlers wurden so genannte „Sonderfonds“ geschaffen, die sich jeder Kontrolle durch den Rechnungshof entzogen. Darin wurden außer „arisiertem“ Vermögen auch private Spenden, Parteispenden und Erlöse aus dem Zwangsverkauf von Hitlers Buch „Mein Kampf“ gesammelt. Bis zum Ende des Dritten Reiches wurde eine Vielzahl solcher „Sonderfonds“ durch verschiedene Personen oder Gruppen bedient und ausgeschöpft. Adolf Hitler verließ sich offenbar nicht immer auf die ideologische Solidarität seiner Gefolgschaft, sondern versuchte auch, sie durch erhebliche materielle Zuwendungen unter Umgehung des Fiskus zu verpflichten. Groß war daher die Empörung, als bekannt wurde, dass einige Verdächtige der Verschwörung um das Attentat vom 20. Juli 1944 Bezieher solcher Zuwendungen waren.
Während insgesamt etwa 100.000 Betriebe infolge von „Arisierungen“ jüdischer Geschäfte und Unternehmen ihre Besitzer wechselten, lässt sich die Beteiligung an öffentlichen Versteigerungen von Wert- und Einrichtungsgegenständen aus jüdischem Besitz kaum noch quantifizieren, aber anhand von Beispielen wenigstens dimensionieren. In Hamburg etwa wurden 1941 die Ladungen von 2.699 Güterwagen und 45 Schiffen mit „Judengut“ versteigert; 100.000 Hamburger ersteigerten Möbel, Kleidungsstücke, Radios und Lampen, die aus etwa 30.000 jüdischen Familien stammten. Hinzu kamen der vieltausendfache Besitzerwechsel von Immobilien, Autos und Kunstgegenständen. Gelegentlich wurden die Behörden mit der Bitte nach besonders begehrten Gütern bedrängt, noch bevor ihre rechtmäßigen Besitzer abtransportiert worden waren, und es werden Fälle geschildert, wo bei noch nicht deportierten Juden geklingelt wurde, damit man schon in Augenschein nehmen konnte, was man auf der bereits angesetzten Versteigerung erwerben könne.
Wem die Emigration gelang, auf den wurde die Reichsfluchtsteuer angewendet, mit welchem im glücklicheren Fall 25 Prozent der Vermögens, oft jedoch das gesamte Vermögen der Ausreisenden eingezogen wurde.

#### Korruption
Die im nationalsozialistischen System der Machterhaltung begründete Korruption belastete auch den Staatshaushalt. Von 1937 bis 1941 wurden vom Reichsschatzmeister der NSDAP über 10.000 Anzeigen wegen Hinterziehung von Parteivermögen durch Parteimitglieder behandelt.
Der Wirtschaftsaufschwung des Deutschen Reiches wurde durch die „Arisierung“ nicht gefördert. Sie führte volkswirtschaftlich gesehen lediglich zu einer Verschiebung vom rechtmäßigen zum unrechtmäßigen Eigentümer, nicht aber zu einer Wertschöpfung. Durch die Verschleppung, Ermordung und Auswanderung großer Teile der jüdischen Bevölkerung kamen der deutschen Wirtschaft qualifizierte Facharbeiter und Führungskräfte abhanden.
Heinrich Himmler konstatierte im Juni 1937 in einem Befehl, es komme „immer noch vor, dass Industrie- und Handelskreise oder Persönlichkeiten versuchen, durch ungewöhnliche Zugeständnisse, meistens materieller Art, das Wohlwollen und die Geneigtheit von SS-Führern zu erreichen“. So informierte SS-Brigadeführer Paul Moder Himmler darüber, dass er sich von dem Unternehmer Hermann Reemtsma ein zinsloses Darlehen von 15.000 Reichsmark auszahlen lassen hat.
Rüstungsminister Speer regte sich in einer Rede am 6. Oktober 1943 vor den Gauleitern in Posen auf, dass große Konzerne wie Siemens, AEG und Zeiss immer noch Friedensprodukte herstellen. Radios und Waschautomaten würden zur Bestechung prominenter Parteigrößen und zur politischen Absicherung der Friedensproduktion verwandt.

### Aufrüstung im Zeichen des Vierjahresplanes
Nach beinahe vier Jahren Wehrwirtschaft unter nationalsozialistischer Herrschaft waren die volkswirtschaftlichen Reserven an Rohstoffen und Nahrungsmitteln erschöpft. Der Außenhandel stagnierte, Deviseneinkünfte durch Export waren nicht zu erwarten, da die deutsche Industrie durch die Autarkiebewegung am Export gehindert wurde. Die Aufrüstung der Wehrmacht konnte ohne zusätzliche Rohstoffe nicht in dem von Hitler geforderten Maße fortgesetzt werden.
Im September 1935 skizzierte Hitler in seiner Proklamation zum Reichsparteitag erstmals die Grundgedanken des Vierjahresplanes. Man habe sich entschlossen, „durch die Produktion eigener Werkstoffe Deutschland vom Import unabhängig zu machen.“ Als Werkstoffe nannte er „Benzin aus Kohle […], deutsche Faserstoffe, künstlicher Gummi, Erschließung eigener Ölquellen, eigener alter und neuer Erzlager“.
Ein Vorschlag aus der Industrie, der IG-Farben, legte nahe, dass die defizitäre Rohstofflage durch eine gebündelte Ausrichtung aller Kräfte auf Produktionssteigerung im Lande so weit vorangetrieben werden konnte, sodass zumindest kleinere militärische Aktionen möglich wären. Die im Besitz von IG-Farben befindlichen Patente zur Herstellung von synthetischem Kautschuk (Buna) und zur Treibstoffherstellung aus Braunkohlehydrierung sollten dazu beitragen.
Dadurch bestärkt, verkündete Hitler beim Reichsparteitag in Nürnberg im September 1936 die Einführung eines Vierjahresplanes. Treibende Kraft hinter dem Plan war Hermann Göring, von dem Hitler im Sommer 1936 Berichte über die ökonomische Lage und Lösungsvorschläge für die dringendsten Probleme verlangt hatte. Göring sammelte Denkschriften aus verschiedenen Wirtschaftsbranchen, stieß mit seinen Plänen aber auf den Widerstand von Reichswirtschaftsminister Hjalmar Schacht. Hitler diktierte deshalb vermutlich auf Anregung Görings Ende August 1936 eine Denkschrift, die aus einem ideologischen Teil zur „politischen Lage“ und einen programmatischen zur „wirtschaftlichen Lage“ Deutschlands bestand. Letzterer stützte sich auf das von der IG Farben beeinflusste Rohstoffprogramm und lief auf teilweise Autarkie hinaus. Die maximale Erhöhung der einheimischen Produktion sollte Nahrungsimporte ermöglichen, ohne die Aufrüstung zu beeinträchtigen. Die Nation lebe nicht für die Wirtschaft, so Hitler, „sondern die Finanz und die Wirtschaft, die Wirtschaftsführer und alle Theorie haben ausschließlich diesem Selbstbehauptungskampf unseres Volkes zu dienen“. Hitler drohte: „Die deutsche Wirtschaft aber wird diese neuen Wirtschaftsaufgaben begreifen oder sie wird sich eben unfähig erweisen, in dieser modernen Zeit, in der ein Sowjet-Staat einen Riesenplan aufrichtet, noch weiter zu bestehen. Aber dann wird nicht Deutschland zugrunde gehen, sondern es werden dies höchstens einige Wirtschaftler.“ Hitler befürwortete einen Mehrjahresplan, um die Wehrmacht binnen vier Jahren einsatzfähig und die Wirtschaft kriegsbereit zu machen.
Seine wirtschaftspolitische Denkschrift vom August 1936 fasste Hitler in zwei zentralen Forderungen zusammen: „1. Die deutsche Armee muss in vier Jahren einsatzfähig sein. 2. Die deutsche Wirtschaft muss in vier Jahren kriegsfähig sein.“ Von Krieg war nach außen keine Rede, stattdessen wurde vorgegeben eine wirtschaftliche Autarkie Deutschlands anzustreben.
Zur konkreten Organisation der Wirtschaftsplanung hatte Hitler keine klaren Vorstellungen. Er orientierte sich vielmehr an ideologischen Maximen und Fragen der Propaganda. Aber mit Hitlers Denkschrift im Rücken setzte Göring seinen Anspruch auf Kontrolle der Rüstungswirtschaft durch. Als „Beauftragter für den Vierjahresplan“ organisierte er binnen kurzer Zeit einen Kreis von „Sonderbeauftragten“ für unterschiedliche Aspekte des Vierjahresplanes, die mit ihren eigenen bürokratischen Apparaten nicht selten in Aufgaben des Wirtschaftsministeriums eingriffen. Der Vierjahresplan löste einen gewaltigen ökonomischen Schwung aus, dessen Dynamik Hitlers ideologischen Ansprüchen entgegenkam. Die Wiederaufrüstungspolitik wurde auf ein neues Niveau gehoben, um Deutschland auf den Krieg vorzubereiten, den Hitler für unausweichlich hielt.
Die „Ausklammerung der Rentabilitätsfrage“ führte indes zu einem schweren Konflikt mit der deutschen Hüttenindustrie. Diese lehnte es ab, in ein Unternehmen zu investieren, das wirtschaftlich scheitern musste. Die Verhüttung von 30-prozentigem Eisenerz anstelle von 60-prozentigem war, da sie hohe Kapazitäten beanspruchte, nach Einschätzung der Industrie nicht rentabel. Diese Ansicht fand durch Wirtschaftsminister Schacht Unterstützung, der die Grenzen der Rüstung mit den Grenzen der Leistungsfähigkeit der Wirtschaft erreicht sah.
Hitler entgegnete anlässlich der Internationalen Automobil- und Motorradausstellung im Februar 1937, die Privatwirtschaft erweise sich „[…] entweder als fähig, das Eisenerzproblem zu lösen oder sie verwirke das Recht, als freie Wirtschaft weiter zu bestehen“.

Die weltweite Stahlerzeugung im Jahr 1939

In diesem Sinne gründete Hermann Göring am 23. Juli 1937 die „A.G. für Erzbergbau und Eisenhütten Hermann Göring“ als Grundstock der späteren Hermann-Göring-Werke. Die benötigten privaten Erzfelder wurden enteignet. Die Reichswerke Hermann Göring waren neben der I.G. Farben und der Vereinigte Stahlwerke AG der größte deutsche Konzern im nationalsozialistischen Deutschen Reich. Göring bezeichnete sich gegenüber Leon Goldensohn als „Kapitalist“ und äußerte das er als Anhänger des Privateigentums den Bolschewismus ablehnt.
Im Prinzip sollte die Volkswirtschaft derart ausgezehrt werden, dass ein Krieg, wenn auch lokal begrenzt, zur Auffüllung der Ressourcen unausweichlich wurde. Schacht, dessen Wirtschaftsministerium durch die Verfügungsgewalt Görings in seiner Bedeutung gemindert wurde, suchte zunächst Unterstützung für seine Kritik bei dem Oberbefehlshaber der Wehrmacht, Werner von Blomberg. Dieser war Hitler jedoch loyal ergeben. Im November 1937 trat Schacht als Reichswirtschaftsminister zurück, behielt aber seine Funktion als Präsident der Reichsbank noch bis März 1939 bei.
Der zuvor im Propagandawesen tätige Walther Funk wurde im Februar 1938 zum Reichswirtschaftsminister ernannt und übernahm 1939 von Schacht auch die Präsidentschaft der Reichsbank. Er erfüllte diese Aufgabe, wie er bei den Nürnberger Kriegsverbrecherprozessen 1946 erläuterte, als „Befehlsempfänger“ Görings. Funk war maßgeblich daran beteiligt, Juden aus dem Wirtschaftsleben hinaus zu drängen. Mit der „Verordnung über die Anmeldung des Vermögens von Juden“ vom 6. Juli 1938 und der „Dritten Verordnung zum Reichsbürgergesetz“ vom 14. Juni 1938 wurde die wirtschaftliche Tätigkeit von Juden erfasst, kontrolliert und schließlich zum Erliegen gebracht.
Mit der Vierjahresplan-Behörde sollte ein Instrument geschaffen werden, das den Vorrang der militärischen Interessen gegenüber dem privatwirtschaftlichen Einfluss absicherte. Zu diesem Zweck wurde vom Oberkommando der Wehrmacht (OKW) der Titel des Wehrwirtschaftsführers an zivile Industrielle verliehen. Dies sollte die Bindung an die militärische Struktur vertiefen. Der Leiter des Wehrwirtschafts- und Rüstungsamtes, General Georg Thomas, zeichnete für diese Initiative verantwortlich. Doch die personelle Zusammensetzung der Vierjahresplan-Behörde führte zu einer Erweiterung des Einflusses der beteiligten Industriellen. Die Wehrmacht als Gesamtheit war durch Wehrmachtführungskrisen in einer einheitlichen Entwicklung gehindert. Die einzelnen Wehrmachtteile Heer, Luftwaffe und Marine standen in Konkurrenz zueinander und wurden nach Gutdünken ihrer Oberbefehlshaber hochgerüstet. Ein einheitliches, von der Politik vorgegebenes „Kriegsbild“ fehlte. Technologien wie die Funkmesstechnik (Radar), das Strahltriebwerk oder die Nuklearwaffenentwicklung („Uranprojekt“) wurden in ihrer Bedeutung für einen möglichen „großen“ Krieg verkannt. Stattdessen wurden Prestigeobjekte, wie ein nie fertiggestellter Flugzeugträger oder nur auf Stückzahlen ausgerichtete Produktionslinien bereits veralteter Flugzeuge bewilligt.
Auch mit dem Vierjahresplan konnte die NS-Wirtschaftspolitik bis 1942 nur durch eine punktuell verankerte Maßnahmepolitik die Wirtschaft lenken. Mit der Einrichtung Zentralen Planung im April 1942 gewann sie die potenzielle Fähigkeit in größerem Umfang planend in den Wirtschaftsprozess eingreifen.

### Der „Anschluss“ Österreichs und die „Sudetenfrage“
Zwei Jahre nach der Proklamation des Vierjahresplanes und der Bildung einer umfangreichen Bürokratie zu dessen Umsetzung war die zwischenzeitliche Zielsetzung nicht erfüllt. Durch eine militärische Beteiligung am Spanischen Bürgerkrieg 1936 waren Erwartungen im Sinne einer intensiven Rohstoffausbeute entstanden. Spanien, das nach Schweden und Frankreich drittwichtigster Eisenerzlieferant blieb und auch den Bedarf an Schwefelkies zu 50 % deckte, widersetzte sich unter Francisco Franco erfolgreich einer weiteren Schröpfung durch das Dritte Reich.
Obwohl im Bereich der Treibstoff- und Bunaproduktion starke Zuwächse verzeichnet wurden, die auf das rüstungspolitische Engagement der IG-Farben zurückzuführen waren, blieb die Steigerung der Stahlproduktion weit hinter den Erwartungen der Rüstung zurück. Obwohl die Vierjahresplanbehörde versuchte, alle Wirtschaftsbereiche zu kontrollieren, wurden die Defizite im Bereich der Konsumgüter gerade von nicht-erfassten Betrieben ausgeglichen.
Angesichts der defizitären Entwicklung ist es bemerkenswert, dass gerade Hermann Göring maßgeblich am „Anschluss“, der Besetzung und Einverleibung Österreichs am 12. März 1938 beteiligt war, und zwar vom Schreibtisch aus über Telefonate mit den österreichischen Entscheidungsträgern. Österreich war das erste Land, das „[…] mit dem Telefon erobert wurde“, und Göring war der Gesprächs-„Partner“ auf der Seite des Deutschen Reiches.
Durch die Einverleibung der österreichischen Stahlproduktion, der überschüssigen Agrarproduktion – besonders dringend benötigter Fette –, der Erdölförderung, in neu entdeckten Ölfeldern, der ungenützten Wasserkraft zur Energiegewinnung und des Staatsschatzes an Gold und Devisen war die Halbzeitvorgabe des Vierjahresplanes erreicht.
Bereits einen Monat später rückte die „Sudetenfrage“ in den Brennpunkt des außenpolitischen Interesses. Ermutigt durch die Zeichen eines heraufziehenden Krieges legte die IG-Farben den Wehrwirtschaftlichen Neuen Erzeugungsplan vor. Dieser sah im Bereich Chemie Zuwachsraten zwischen 60 (Aluminium) und 2300 Prozent (Buna) bis zum Planungsjahr 1942/43 vor. Der Wehrwirtschaftliche Neue Erzeugungsplan, auch Krauch- oder Carinhallplan genannt, revidierte den Vierjahresplan nach oben und führte zum Aufstieg von IG-Farben Direktor Carl Krauch zum mächtigsten Mann in der Vierjahresplan-Organisation hinter Göring. Im August 1938 erfuhr dieser Plan eine Erweiterung zum Schnellplan, der die Laufzeit um ein Jahr verkürzte. Damit wurde das Risiko eines Ruins der Volkswirtschaft in Kauf genommen, in Hoffnung auf eine durch Eroberungskriege erzielbare Kriegsbeute.
Die Sudetenkrise wurde jedoch unter dem Aspekt der Appeasement-Politik diplomatisch durch das Münchner Abkommen beigelegt und erlaubte dem Deutschen Reich die Angliederung der Sudetengebiete. Zwar wurden die dadurch erworbenen Ressourcen unverzüglich in den Vierjahresplan und den Wehrwirtschaftlichen Neuen Erzeugungsplan eingegliedert, kompensierten aber die Kosten für die devisen- und rohstoffintensive Kriegsvorbereitung nicht. Eine wehrwirtschaftliche Perspektive bot vielmehr die Eingliederung der so genannten „Rest-Tschechei“, also das Staatsgebiet der Tschechoslowakei außer dem Sudetengebiet und der Slowakei. Da die Tschechoslowakei angesichts der Bedrohung die militärische Mobilmachung selbst veranlasste, konnte das Deutsche Reich neben Devisen, Rohstoffen und Industrie-Anlagen auch eine bedeutende Menge fertig gestellter Rüstungsgüter als Beute erwarten. Am 15. März 1939 schließlich marschierten deutsche Truppen in Prag ein und errichteten das „Protektorat Böhmen und Mähren“, das zwar konzeptionell unabhängig sein sollte, de facto aber zur Gänze auf die Bedürfnisse des Deutschen Reichs abgestimmt war. Noch während des Einmarsches wurden erbeutete Rüstungsgüter im großen Maßstab nach Deutschland abtransportiert. Die einen Tag zuvor für unabhängig erklärte Slowakei stand ebenfalls unter direkter Kontrolle Deutschlands.

## Kriegswirtschaft

Aufbau der komplizierten Rüstungsorganisation bis Ende 1941

Wenn auch trotz aggressiver territorialer Expansionspolitik bis September 1939 keine Kriegserklärung an das „Großdeutsche Reich“ erging, waren in Deutschland Vorbereitungen dafür getroffen. Am 29. August 1939, drei Tage vor dem Beginn des Krieges (bzw. vier Tage nach dem ursprünglichen Angriffsbefehl für den Überfall auf Polen), begann die Rationierung mit der Verteilung von Lebensmittelkarten. Eine Hungersnot wie im Ersten Weltkrieg sollte die fehlende Begeisterung der Bevölkerung für einen neuen großen Krieg nicht in offenen Protest verwandeln. Die Wirtschaft selbst änderte sich in der ersten Kriegshälfte kaum im Vergleich zur Wehrwirtschaft der Vorkriegsjahre. Die zügige Niederwerfung Polens im Verbund mit der Sowjetunion war eine Weiterverfolgung der schrittweisen territorialen Ausdehnung, die im März 1938 mit dem Anschluss Österreichs begonnen hatte. Trotz Lebensmittelrationierung war die Wirtschaft weiterhin mit der Herstellung von Konsumgütern befasst, sodass die Zivilbevölkerung die Folgen des Krieges bis zum Beginn der alliierten Bombenangriffe meist als milde empfand. Zudem brachten Soldaten Nahrungsmittel und anderen Waren über umfangreiche Transporte in den Urlauberzügen oder massenhaft versandte Feldpostpakete aus den eroberten und besetzten Gebieten ins Deutsche Reich.
Die Arbeiten an außermilitärischen Großprojekten wie der Welthauptstadt Germania wurden bis 1943 fortgesetzt. Die Organisation der Wirtschaft war durch zahlreiche Ämter der Reichsregierung, der NSDAP und der Wehrmacht unübersichtlich geworden, das „Handeln nach direktem Befehl“, beispielsweise durch Führererlass ersetzte eine koordinierte Planung. Die Vierjahresplanbehörde bestand auch nach dem Ablauf von vier Jahren 1940 bis zum Kriegsende weiter, verlor durch den Kriegsverlauf aber an Bedeutung.
Zu Kriegsbeginn gab es in Deutschland eine Vielzahl unterschiedlicher Behörden, die im Bereich Rüstung und Rüstungswirtschaft gegeneinander konkurrierten. Die Politik Hitlers, für spezielle Aufgaben besondere Stäbe zu bilden, denen dann eine hochgestellte Persönlichkeit vorstand, führte dazu, dass es keine zentrale Instanz gab, die regelnd hätte eingreifen können.
Um die Rüstung kümmerten sich Hermann Göring als Chef der Vierjahresplanbehörde, General Georg Thomas als Leiter des Wehrwirtschafts- und Rüstungsamtes und Fritz Todt als Reichsminister für Bewaffnung und Munition. Dazu kamen die Generalstäbe der Truppenteile und natürlich Görings ganz spezieller Einfluss auf die Luftwaffe. Zu dieser Parallelität meinte Thomas:

„Ich spreche heute ganz offen aus, was ich schon seit Jahren vertreten habe: Unsere wehrwirtschaftliche Außenorganisation mit den zahlreichen Stellen, die heute in Wehrwirtschaft machen, war im Frieden schon eine Missgeburt, für den Krieg ist sie unmöglich.“

### Zwangsarbeit

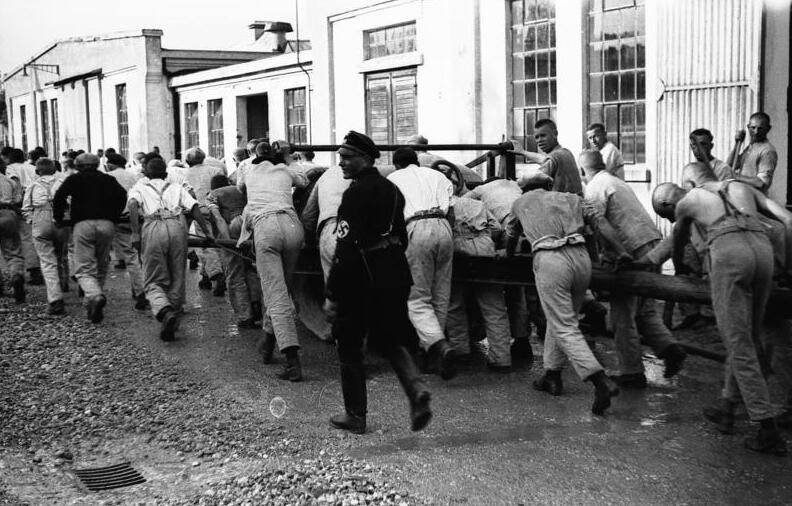
Schutzhaftlager Dachau, Häftlinge bei der Zwangsarbeit, 24. Mai 1933

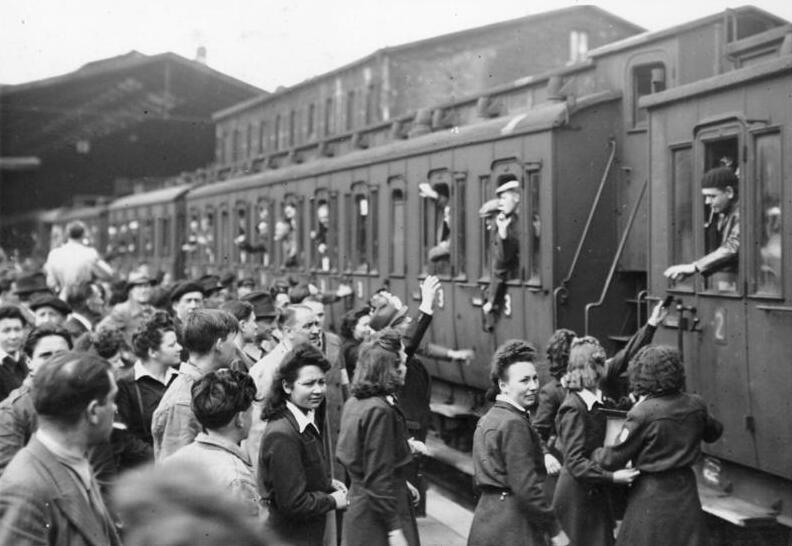
Kriegsarbeiter (STO) bei der Abfahrt nach Deutschland, Paris 1943, Propagandaaufnahme

Neben den Insassen der Vorkriegs-Konzentrationslager (größtenteils waren es politische Gefangene, sogenannte Asoziale und Juden) kamen 300.000 der insgesamt 420.000 polnischen Kriegsgefangenen noch 1939 zum „Arbeitseinsatz“. Entweder im besetzten Polen oder im „Altreich“ wurden sie unter harten Bedingungen zur Zwangsarbeit eingesetzt, zunächst hauptsächlich in der Landwirtschaft. Bei der polnischen Zivilbevölkerung beließ man es zunächst bei Anwerbungen auf freiwilliger Basis. Am 24. April 1940 erließ der Generalgouverneur des besetzten polnischen Gebietes, Hans Frank, einen „Aufruf“, nötigenfalls auch Zwangsmaßnahmen zur „Anwerbung“ einzuleiten. Insgesamt waren über 2,8 Millionen polnischer Zwangsarbeiter im Deutschen Reich im Einsatz. Nach dem Unternehmen Barbarossa wurde in Russland am 19. Dezember 1941 die allgemeine Arbeitspflicht vor Ort eingeführt. Mehrere Millionen Arbeitskräfte, größtenteils Zwangsarbeiter, aus dem Territorium der Sowjetunion (sog. Ostarbeiter) und Polens wurden nach Deutschland verschleppt, um den kriegsbedingten Arbeitskräftemangel zu lindern. In Frankreich wurde 1943 der Pflichtdienst in Deutschland Service du travail obligatoire (STO) eingeführt, die italienischen Militärinternierten und Kontingente aus den besetzten Ländern kamen hinzu. Um den riesigen Arbeitskräftebedarf für den Bau des Atlantikwall decken zu können, wurde am 8. September 1942 der Befehl erlassen, völkerrechtswidrig die Bevölkerung der besetzten Gebiete heranzuziehen.
Die „Wertigkeit“ und damit das Einsatzgebiet der Zwangsarbeiter wurde durch rassische Kriterien festgelegt, Kriegsgefangene der Roten Armee und jüdische KZ-Insassen rangierten darin ganz unten. Dass Zwangsarbeiter durch mangelhafte Ernährung, mangelhafte Bekleidung und fehlende medizinische Betreuung umkamen, stellte einen Teil der Umsetzung der nationalsozialistischen Rassenpolitik dar und wurde billigend in Kauf genommen. Der zynische Slogan „Arbeit macht frei“ wurde als Inschrift im Eingangsbereich vieler Konzentrationslager angebracht. Gegen Kriegsende waren über neun Millionen Zwangsarbeiter, davon 7,6 Millionen Zivilisten, im deutschen Reich eingesetzt, das entspricht einem Viertel der insgesamt im Arbeitsprozess stehenden Bevölkerung.

### Abnutzung und Ressourcenüberdehnung im Krieg

#### Lage nach dem Überfall auf Polen
Obwohl der Überfall auf Polen nur 36 Tage dauerte, war er für die Einsatzfähigkeit der Wehrmacht nicht ohne Folgen. Das Heer hatte etwa 30 % seiner Fahrzeuge eingebüßt (Näheres hier);
die Luftwaffe hatte geringere Verluste, die Kriegsmarine befand sich noch mitten in der Aufbauphase und sah sich nach der Kriegserklärung Großbritanniens dem deutlich überlegenen Kontrahenten Royal Navy gegenüber. Ein durch wenig Aktivität gekennzeichneter „Sitzkrieg“ an der Grenze zu Frankreich verschaffte der Wehrmacht ein halbes Jahr, das zur weiteren Ausbildung der Truppen genutzt werden konnte. Die allgemeine Siegesstimmung wurde durch die Ungewissheit über den weiteren Verlauf des Krieges gegen Frankreich und England gedämpft: Beide Länder rüsteten nun gegen Deutschland auf. Der Rohstoffmangel wurde durch die ausbleibenden französischen Eisenerzimporte verschärft, denn die in Polen erbeuteten Vorräte konnten diesen Verlust nicht ersetzen. Eine Gefährdung der schwedischen Erzimporte durch Aktivitäten der Royal Navy in der Nordsee hätten der deutschen Rüstung ein unmittelbares Ende gesetzt. So war ein Unternehmen zur Absicherung der Nordseeküsten mit Gewinn der norwegischen Bodenschätze naheliegend: das Unternehmen Weserübung, die Eroberung Dänemarks und Norwegens. Doch dieser größte Einsatz von Überwasserkriegsschiffen der Kriegsmarine im Zweiten Weltkrieg war von folgenschweren Verlusten an in der Herstellung enorm rohstoff- und arbeitsintensiven Kriegsschiffen begleitet (siehe auch Beteiligte deutsche Schiffe des Unternehmens Weserübung).
Der Bau des Flugzeugträgers Graf Zeppelin wurde eingestellt, weil die Werftkapazitäten zur Instandhaltung der übrigen Flotte benötigt wurden. Noch immer war keine Konzentration aller wirtschaftlichen Kräfte auf die Rüstung erfolgt.
Der Generalbevollmächtigte für das Bauwesen, Fritz Todt, wurde am 17. März 1940 zum Reichsminister für Bewaffnung und Munition ernannt und kontrollierte praktisch die deutsche Kriegswirtschaft. Er versuchte die Erfahrungen aus der von ihm gegründeten Organisation Todt und des Reichsautobahnbaus auf die Organisation der Gesamtrüstung anzuwenden. Unter seinem Vorsitz berief er fünf Hauptausschüsse ein – jeweils zuständig für Munition, Waffen und Gerät, Panzerwagen und Zugmaschinen, Allgemeines Wehrmachtsgerät und Maschinen. Das Ausschusssystem sollte die Bereitstellung von Rohstoffen für bestimmte, kurzfristig geforderte Rüstungsgüter und die Aufgabenteilung bei deren Produktion rationalisieren. Diese Maßnahmen führten ab 1940 unter anderem zu vereinzelten Stilllegungen von nicht kriegswichtigen Betrieben, ab 1943 wurden solche Unternehmen in großem Umfang geschlossen. Der am 10. Mai 1940 – noch vor Abschluss der Weserübung – begonnene Westfeldzug diktierte das Gesetz des Handelns, die Zivilbevölkerung wurde durch tägliche Erfolgsmeldungen der Wehrmacht gegen das als Kriegsgegner gefürchtete Frankreich begeistert. Postkarten von deutschen Soldaten, die vor touristischen Motiven des eroberten Frankreichs posierten, vermittelten „der Heimat“ ein Bild der Leichtigkeit; ebenso die Deutsche Wochenschau.

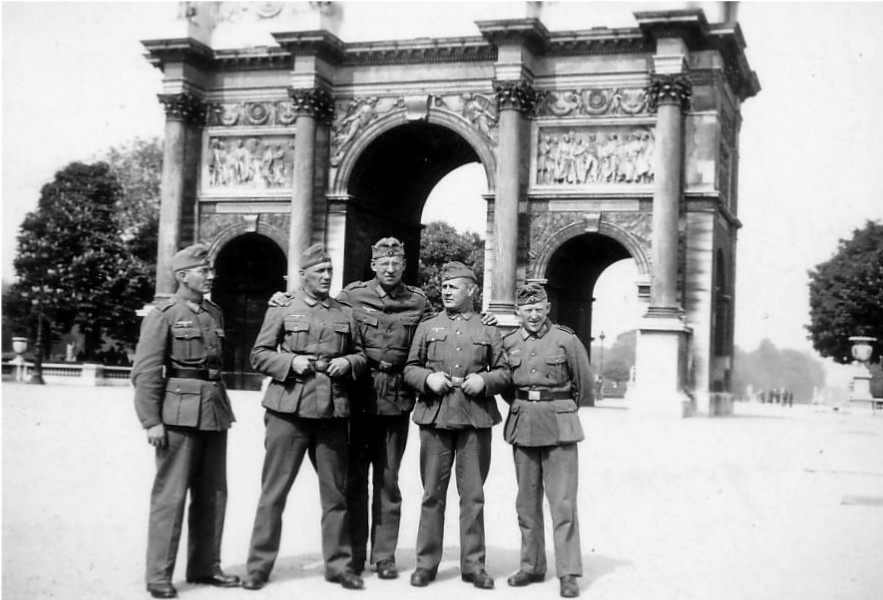
Deutsche Soldaten der Wehrmacht vor dem Arc de Triomphe du Carrousel im von den Deutschen besetzten Paris, 1940

Die zu „Wehrwirtschaftsführern“ ernannten Großindustriellen aus I.G. Farben, Krupp und Thyssen wehrten sich erfolgreich gegen eine Zentralisierung der Industrie, die sie unmittelbar zur Aufgabe ihres unternehmerischen Gewinnstrebens gezwungen hätte. Die Hoffnung der Bevölkerung auf eine unmittelbar bevorstehende Verbesserung der Lage wurde durch die NS-Propaganda und das Ausbleiben von Versorgungsengpässen genährt. Sparprogramme zur Anschaffung eines privaten Volkswagens wurden noch bis Kriegsende von der Deutschen Arbeitsfront und deren Amt KdF betrieben, die eingezahlten Beträge jedoch in die Rüstung umgeleitet. Nur wenige Sparer konnten je ihr mit Wertmarken voll geklebtes Ansparheft gegen einen VW Käfer eintauschen.
Die Kapitulation Frankreichs im Juni 1940 führte zu einer kurzfristigen Entspannung der Rohstoffkrise. 1,9 Millionen Kriegsgefangene und mehrere hunderttausend verschleppte Juden aus den besetzten Gebieten wurden zu einem großen Teil zur Zwangsarbeit in Frankreich, den Benelux-Ländern und dem Großdeutschen Reich eingesetzt. Auch die französische Flugzeug- und Fahrzeugindustrie wurde für die deutsche Rüstung verpflichtet (z. B. Renault). Doch waren nach den Verlusten der Kriegsmarine auch die Luftwaffe und das Landheer drastisch von Abnutzung betroffen. Die große Fläche der besetzten Gebiete führte zu einem Schwund an Personal, das für die Aufrechterhaltung der Ordnung laut Haager Landkriegsordnung verpflichtet war. Der hohe Personalbedarf der Wehrmacht führte zu einem Abzug von 1,5 Millionen Arbeitern aus Handel und Wirtschaft, immer stärker wurden Frauen in die Industriearbeit rückberufen, nachdem sie durch Eheschließungskredite in der Vorkriegszeit vom Arbeitsplatz entfernt worden waren (siehe auch Frauen im Nationalsozialismus).

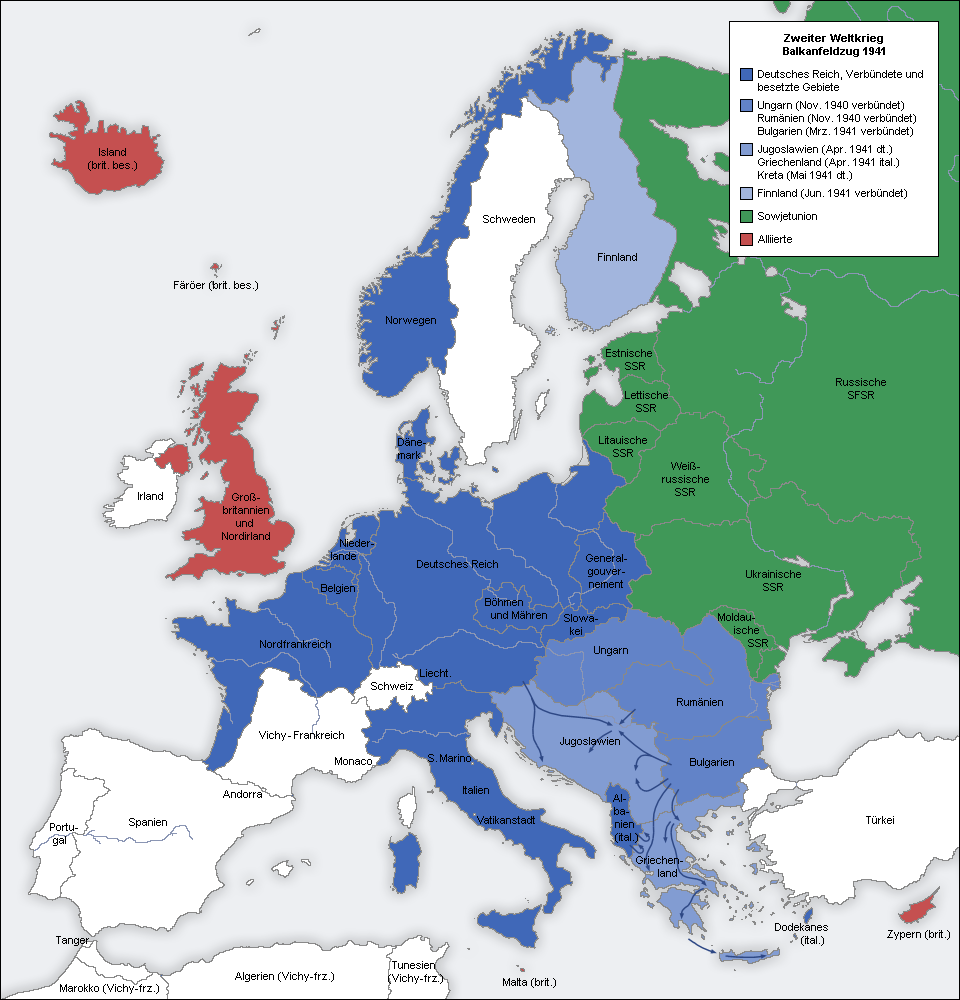
Besetzte Gebiete nach dem Balkanfeldzug 1940–1941

In der Luftschlacht um England erlebte die Luftwaffe die Folgen von groben Planungsmängel der Vorkriegsrüstung. Während bis dahin die eher allgemein gestellten Aufgaben wie Bodenunterstützung und Erringen der Lufthoheit gegen unterlegene Streitkräfte gut erfüllt wurden, war ein Kampf gegen die seit 1935 auf Heimatverteidigung ausgerichtete Royal Air Force über englischem Boden (Luftschlacht um England, The Blitz, Luftkrieg im Zweiten Weltkrieg) von der Rüstungsindustrie nicht berücksichtigt worden. Wie die Kriegsmarine während der Weserübung, so erlebte nun die „Musterluftwaffe“ Hermann Görings konzeptionell bedingte militärische Niederlagen. Im Bereich der Produktion von Jagdflugzeugen erreichte die deutsche Rüstung mit 200 Flugzeugen pro Monat nur die Hälfte der bereits ganz auf Kriegswirtschaft umgestellten englischen Rüstung. Der für die technische Entwicklung der Luftwaffe zuständige Luftzeugmeister Ernst Udet beteuerte vor seinem Selbstmord, dass er niemals durch die Politik auf einen Krieg gegen England vorbereitet wurde. Hitler selbst erläuterte noch im Januar 1939 vor einer Gruppe von U-Boot-Kapitänen, dass England als Kriegsgegner ausscheide. Der Rüstung blieb es also, sich kurzfristig und durch Improvisation auf die Bedürfnisse des gerade im Gange befindlichen Feldzuges einzustellen.

#### Motive zum Überfall auf die Sowjetunion
Ohne die Rohstoffimporte aus der UdSSR war eine Fortsetzung des Krieges nun nicht mehr möglich. Der Entschluss Hitlers die UdSSR anzugreifen, fiel im Sommer 1940 und sollte im Mai 1941 realisiert werden. Aufgrund des unvorgesehenen Balkanfeldzugs verzögerte sich der Angriffstermin auf den 22. Juni 1941. Kriegswirtschaftliches Ziel war, wie es in den wirtschaftspolitischen Richtlinien Görings vom Juni 1941, der sogenannten Grünen Mappe, hieß, „so viel wie möglich Lebensmittel und Mineralöl für Deutschland zu gewinnen“. Die gesamte Wehrmacht sollte mit Lebensmitteln aus den besetzten Gebieten ernährt sowie zusätzlich 8,7 Millionen Tonnen Getreide pro Jahr aus den besetzten Gebieten ins Deutsche Reich geschafft werden. Dabei kalkulierten die Planer um Herbert Backe und General Thomas den Hungertod von Millionen Menschen ein.
Der „Blitzkrieg“ sollte die Eroberung Russlands in vier Monaten ermöglichen. Mit dem Rüstungsprogramm B wurden für den Überfall 180 Divisionen bereitgestellt. Doch die bislang erfolgreich konzentrierten Angriffe am schwächsten Punkt des Gegners waren eher ein Produkt der günstigen Gelegenheit als der langjährigen militärischen Planung innerhalb der wirtschaftlichen Möglichkeiten. Im Winter 1941 kam nach Marine und Luftwaffe nun auch das Landheer in die Situation, völlig exponiert und auf einen Winterkrieg nicht vorbereitet zu unterliegen. Zusammen mit dem Kriegseintritt der Vereinigten Staaten im Dezember 1941 erzwang der russische Winterkrieg eine Wende der deutschen Wirtschaft von der Wehrwirtschaft zur Kriegswirtschaft. Es sollte jedoch ein ganzes Jahr dauern, bis die Zentralisierung der Industrie durch den Nachfolger des verunglückten Todt, Albert Speer, vollzogen war. Trotz einer im Vergleich zu den Vorkriegsjahren üppigen Rohstofflage war die Versorgungslage gefährdet, da es an Transportmitteln für die weitläufig verteilten Rohstoffquellen fehlte. Als „rassisch minderwertig“ angesehene sowjetische Kriegsgefangene wurden weitgehend von der Nahrungsmittelversorgung ausgeschlossen. Hunderttausende Kriegsgefangene, KZ-Häftlinge und Zwangsarbeiter verhungerten.
Nach Ludolf Herbst bot in Hitlers Augen der eroberte deutsch-europäisch-russische Großraum die Voraussetzung in der Massenfertigung mit den USA gleichzuziehen. Schon in seinem Zweiten Buch hatte er die Möglichkeit der Massenfertigung von einem großen Binnenmarkt abhängig gemacht, der den notwendigen Großabsatz garantiert, durch den die Serienfertigung sich erst rentiert. Hitler glaubte nicht an eine dauerhafte Exportmöglichkeit der Serienprodukte. Mit der Parole „nicht Qualität oder Serie, sondern Qualität und Serie“ wollte man einen deutschen Stil der Serienfertigung gegenüber der amerikanischen und sowjetischen Massenproduktion kreieren.

#### Kritische Lage der Versorgung mit Öl und Treibstoffen
Die Versorgung der Wehrmacht mit Öl und Treibstoff war während des gesamten Krieges die Achillesferse Deutschlands. Das Reichswirtschaftsministerium fasste am 1. Oktober 1939 die Berechnungen zusammen. Danach reichte der Treibstoff für Flugzeuge und Fahrzeuge der Wehrmacht nur für viereinhalb Monate. Das Wehrwirtschaftsamt berechnete 1941 in einer Denkschrift für Generalfeldmarschall Wilhelm Keitel, den Chef des Oberkommandos der Wehrmacht, dass monatlich 400.000 Tonnen Treibstoff fehlten.
Hitler erkannte diese kritische Lage im Verlaufe des Krieges zunehmend. Im Juni 1942 flog er nach Finnland, um Carl Gustav Emil Mannerheim zum 75. Geburtstag seine Aufwartung zu machen, da auch die Finnen gegen die Sowjetunion kämpften und sagte dort: „Wir haben eine große deutsche Produktion; aber was allein die Luftwaffe verschlingt, was unsere Panzerdivisionen verschlingen, das ist denn doch etwas ganz Ungeheures. Es ist ein Verbrauch, der über alle Vorstellungen hinweggeht.“ Sein Land hänge von Importen ab, sagte der NS-Führer: „Ohne mindestens vier bis fünf Millionen Tonnen rumänischen Petroleums würden wir den Krieg nicht führen können und hätten ihn lassen müssen.“ Hitlers gewaltige Streitmacht wäre ohne stetigen Zustrom von Kraftstoff und Schmieröl in kurzer Zeit zusammengebrochen. Quellen sprechen davon, dass der Wehrmacht im gesamten Krieg nie mehr als eine Reserve von 14 Tagen zur Verfügung stand. Von den 11,3 Millionen Tonnen Mineralöl, die dem Deutschen Reich 1943 zur Verfügung standen, stammte nach Angaben des Historikers Rainer Karlsch rund ein Viertel aus Importen, das meiste davon aus Rumänien. Gut die Hälfte kam aus der Verflüssigung von Kohle in Hydrier- und Synthesewerken, immerhin 17 Prozent wurden aus deutschen und österreichischen Quellen gefördert.
Diese ständig angespannte Lage erklärte die zentrale Bedeutung der österreichischen und rumänischen Ölfelder sowie die in Galizien in der eroberten Ukraine. Bereits im Mai 1940 unterzeichnete die Regierung Rumäniens den „Öl-Waffen-Pakt“ mit Berlin, der den Tausch von deutschen Waffen gegen rumänisches Öl aus der Region um Ploiesti regelte.
Auch der Vorstoß der Heeresgruppe Süd in Richtung der kaukasischen Ölfelder im Sommer 1942 kann als Beleg für die überaus kritische Lage dienen. Generalfeldmarschall Wilhelm Keitel sagte diesbezüglich: „Klar ist, dass die Operationen des Jahres 1942 uns an das Öl bringen müssen. Wenn dies nicht gelingt, können wir im nächsten Jahr keine Operationen führen.“
Bereits während des Russlandfeldzuges konnte die Wehrmacht zwar auch Treibstoffdepots der Russen erobern. Diese Depots waren zumeist Dieselvorräte, während die Wehrmacht primär Benzin verbrauchte. Selbst zum Ende des Krieges hin, während der Ardennenoffensive Ende 1944, versuchte die Wehrmacht weitgehend erfolglos alliierte Treibstoffdepots zu erobern, weil der Treibstoffmangel jede Vorwärtsbewegung vereitelte. In den letzten Kriegsmonaten hatten Luftwaffe und Wehrmacht zwar noch Flugzeuge oder Panzer, aber kaum noch Treibstoffreserven. Die katastrophale Treibstoffversorgung ab Mitte 1944 hatte drei Ursachen: Erstens konnte Rote Armee im August 1944 die Ölfelder von Ploiesti erobern. Zum Zweiten scheiterte ein aufgelegtes Notprogramm, der Mineralölsicherungsplan. Drittens begannen zu dieser Zeit gezielte Luftangriffe der Westalliierten auf die deutsche Mineralölindustrie.

### Zentralisierung und Rationalisierung der Kriegswirtschaft

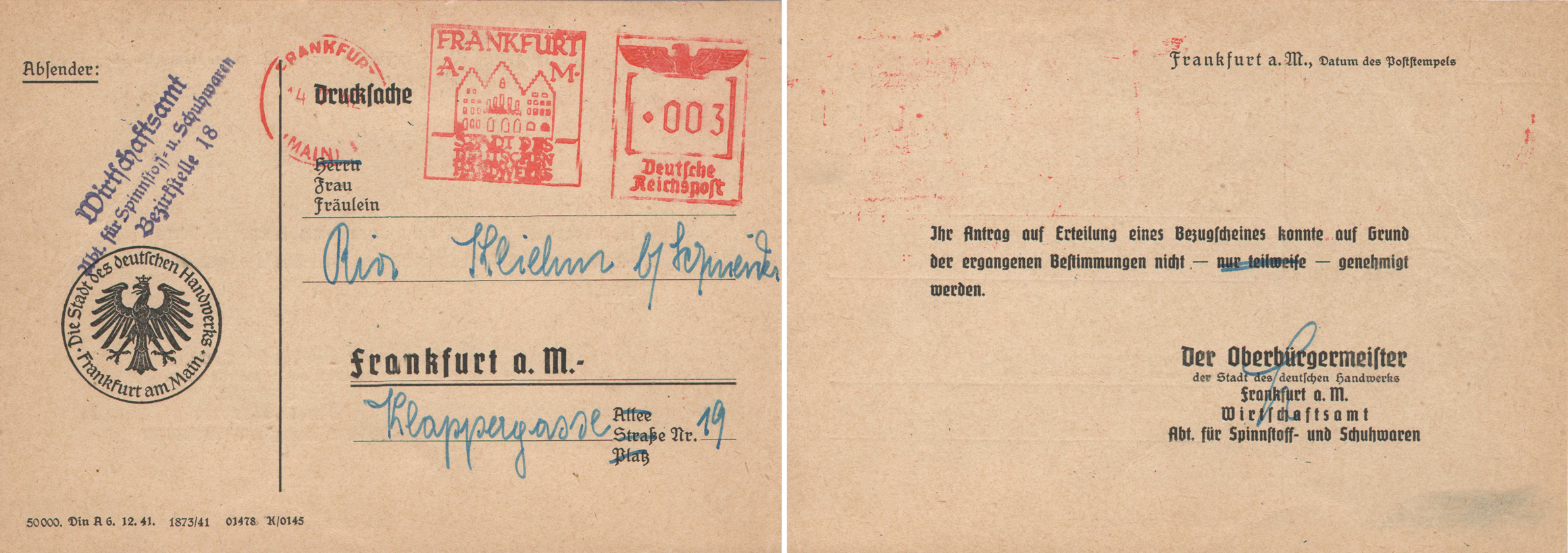
Bekleidung konnte nur noch mit amtlicher Genehmigung gekauft werden, Postkarte aus Frankfurt am Main vom Februar 1942

Verglichen mit den USA waren Rationalisierungsmaßnahmen in Deutschland in den 1930ern nur mäßig durchgesetzt. Die Rüstungsaufträge während des Vierjahresplanes wurden auf der Basis der Kostendeckung mit festgelegten Gewinnmargen von drei bis sechs Prozent zwischen Regierung und Industrie abgewickelt. Für die Unternehmen gab es keinen Anreiz zur Rationalisierung, die Herstellungskosten wären gesunken, damit das Auftragsvolumen und der Gewinn. Aufgrund der Bezahlungsmethode lag es im geschäftlichen Interesse der Industrie, aufwändig zu produzieren. Überschüsse der zugeteilten Rohstoffe wurden teilweise gehortet und für die profitable Produktion von Konsumgütern verwendet.
Auch die zunehmende Kontrolle der Wehrmacht über die Wirtschaft brachte die Rationalisierung nicht voran. Hohe Militärs bevorzugten eine breite Palette an verschiedenen komplexen Waffensystemen, die idealerweise in hochwertiger Handarbeit aufwändig hergestellt wurden. Fließbandproduktion und Massenware wurde für die Waffenherstellung als minderwertig betrachtet und gering geschätzt. Für den Kampf wollte man die höchstmögliche Qualität und Komplexität ohne Rücksicht auf die Kostenfrage, die durch die Politik zu klären war.
Erst 1941 wurde von verschiedenen Stellen die mangelnde Produktionsleistung im Verhältnis zu den investierten Mitteln beanstandet. Das von Fritz Todt einberufene Ausschusssystem sollte die Herstellung von Rüstungsgütern koordinieren, unwirtschaftliche Doppelbestellungen zusammenfassen und die Verteilung der Rohstoffe optimieren.
Schon im Sommer 1940 gründete er den ersten Ausschuss für Munition und versuchte damit eine komplett neue Form der Rüstungsorganisation. Dieser erste „Prototyp“, nach dessen Vorbild später die gesamte Industrie neu durchorganisiert wurde, funktionierte folgendermaßen: Es wurde ein Hauptausschuss gebildet und eine Reihe von Sonderausschüssen. Im Hauptausschuss wurden alle Planungen über die Produktion geregelt und die notwendigen Abstimmungen getroffen. Die Sonderausschüsse waren jeweils einem Munitionstyp zugeordnet und leisteten die notwendige Zuarbeit.
Jede Materialanforderung der Wehrmacht wurde nun, nachdem sie von Hitler für gut befunden worden war, dem Hauptausschuss vorgelegt. Dieser verteilte dann die Aufträge und die notwendigen Rohstoffe an die jeweiligen Betriebe, redete diesen aber nicht in das Produktionsverfahren hinein. Das Ergebnis dieser neuen Struktur war vor allem, dass dem Militär weite Teile der Kontrolle entzogen wurden. Dazu konnte nun die Industrie projektbezogen, also wesentlich effizienter eingesetzt und ausgelastet werden. Das Ausschusssystem wurde bereits im November 1940 auf die Panzerindustrie, später dann auch auf die Waffenindustrie ausgeweitet, da es sich als sehr wirkungsvolle Neuerung erwies.
Todt erweiterte das System danach von der reinen Produktion auch auf die Entwicklung. Eine Hauptaufgabe der Entwicklungsausschüsse war es, der Verschwendung Einhalt zu gebieten. Bisher war es zum Beispiel üblich, dass die Marine und das Heer zwar jeweils über schwere Geschütze verfügten (einmal mobil, einmal auf Schiffen festgeschraubt), dass diese sich jedoch in ihren Spezifikationen so sehr voneinander unterschieden, dass weder Ersatzteile noch Munition kompatibel waren. Indem man diese standardisierte, erschlossen sich weitere Rationalisierungsreserven (Economies of scale, Erfahrungskurve).
Speer übernahm das Ausschusssystem von Fritz Todt und formte es zu einem System von Ausschüssen und Ringen und führte weitere Anpassungen der Industrie durch. Er teilte den Unternehmen so genannte „Sparingenieure“ zu, um den Verbrauch von Rohstoffen zu optimieren. Als Folge vervierfachte sich die Produktionszahl von Flugzeugen von 1941 bis 1944, die Menge an verbrauchtem Aluminium stieg dabei lediglich um fünf Prozent.

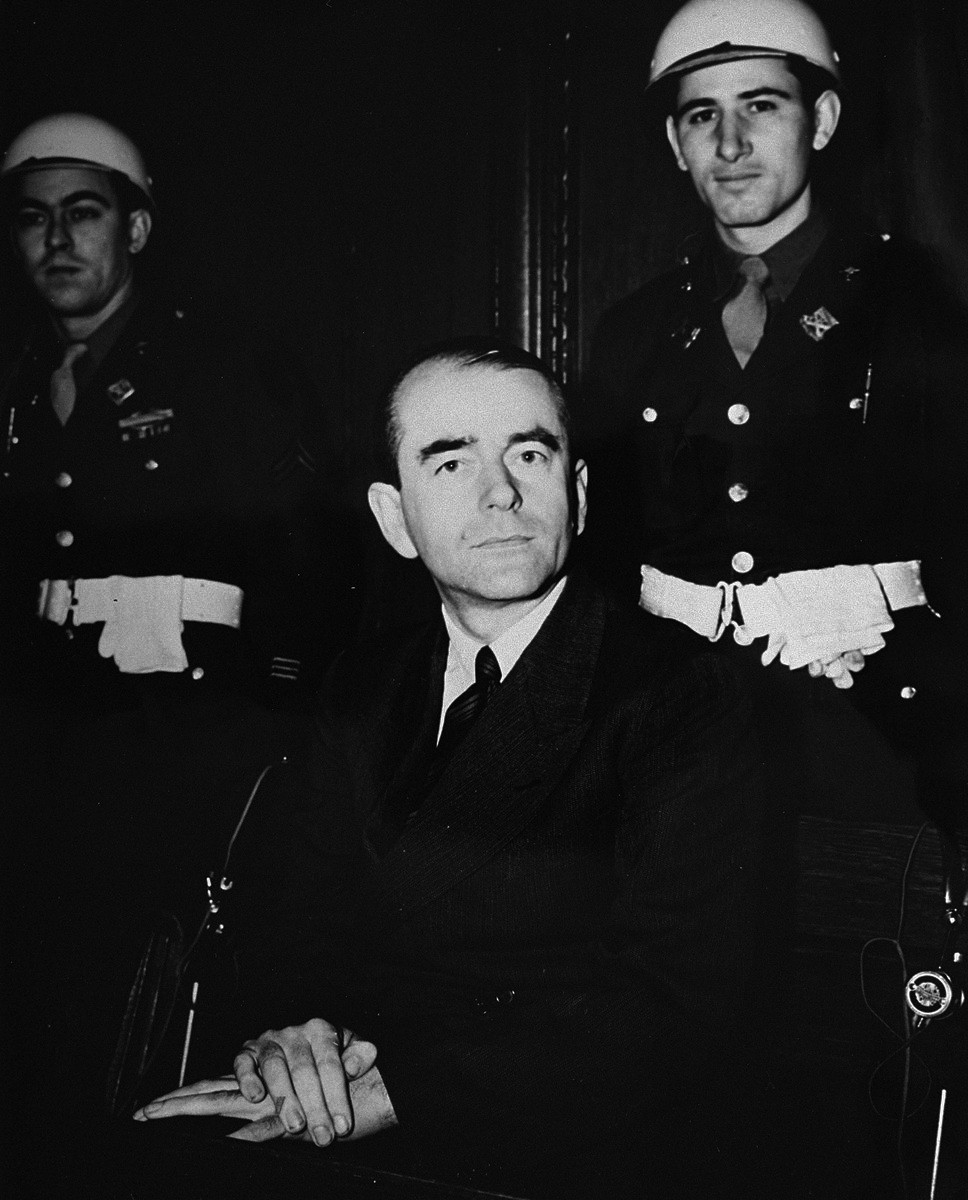
Albert Speer als Angeklagter bei den Nürnberger Prozessen, 1946
(Foto: Truman Library)

Bei einer nächtlichen Überprüfung von 20 großen Unternehmen in Berlin im Frühjahr 1942 stellte sich heraus, dass alle begutachteten Betriebe nur mit einer einfachen Schicht arbeiteten. Zur gleichen Zeit wurden aber 1,8 Millionen Arbeiter mit der Erweiterung von Produktionsstätten beschäftigt, mit einem Auftragswert von 11 Milliarden Reichsmark. Speer ordnete die Stilllegung von Neukonstruktionen im Auftragswert von 3 Milliarden Reichsmark an, und verzichtete auf weitere Stilllegungen nur unter Protest Hitlers. Von den Betrieben wurde die Arbeit im Schichtbetrieb verlangt; so wurden die vorhandenen Produktionsstätten besser ausgelastet.
Bereits im Oktober 1941 hatte Göring einen Erlass unterzeichnet, der für die Auftragsabwicklung mit der Rüstungsindustrie Festpreisverträge anstelle der bisherigen Kostendeckungsverträge vorschrieb. Erst im Januar 1942 gelang es Todt, diese Praxis gegen den Widerstand der Wehrmacht durchzusetzen. Die Abwicklung durch Festpreisverträge war ein wichtiges Instrument für Speer, die Industrie zu erhöhter Produktivität zu treiben. Denn damit konnte umso mehr Gewinn erwirtschaftet werden, je kostengünstiger und effizienter produziert wurde. Vereinfachung von Fertigungsmethoden, vereinfachte und für die Massenfertigung geeignete Konstruktionen, Einschränkung der Produktpalette, Betriebszusammenlegungen und sorgfältige Rohstoffausbeute waren in allen Bereichen die Folge. Betriebe, die sich dieser Entwicklung nicht anpassen konnten, wurden geschlossen und die frei werdenden Kapazitäten an produktivere Betriebe verteilt. So wurde beispielsweise die Feuerlöschausrüstung der Luftwaffe 1942 von 334 verschiedenen Unternehmen hergestellt. Bis Anfang 1944 wurde die Anzahl der Hersteller auf 64 reduziert und 360.000 Mannstunden pro Monat eingespart.
Diese Strategie wurde auch auf die Konsumgüterproduktion angewendet. So wurde erhoben, dass fünf von 117 Textilherstellern 90 Prozent der Produktion leisteten, die restlichen 112 Betriebe nur 10 Prozent. Die 112 weniger produktiven Betriebe wurden geschlossen und ihre Arbeiter der Rüstungsindustrie zugeteilt.
Am langsamsten setzten sich die Rationalisierungsmaßnahmen im Bereich der Flugzeug- und Panzerproduktion durch, da diese Bereiche stark von Militärs dominiert waren. Der Stab des zuständigen Wehrwirtschafts- und Rüstungsamtes des OKW umfasste über tausend Mitarbeiter, die oftmals gegeneinander intrigierten, um bessere Rohstoffzuteilungen zu bekommen. Aus Mangel an zentraler Steuerung wurden von 1941 bis 1943 verschiedene Endmontagewerke sogar dezentralisiert. Erst 1944 konnten diese Bereiche weitestgehend auf Massenherstellung durch Zentralisierung und Rationalisierung umgestellt werden. Auf Druck durch die 1943 von Speer eingesetzte Rüstungskommission gab die Wehrmacht im Januar 1944 weitreichende Kürzungen der Produktpalette der geforderten Waffen an. Bei den Panzern und gepanzerten Fahrzeugen wurde einer Reduzierung von 18 auf 7, bei der Artillerie von 26 auf 8, bei den Kampfflugzeugen von 42 auf 20, und später auf lediglich fünf verschiedene Typen zugestimmt.
Am Beispiel der Produktionsstatistik des Flugzeugmotors BMW 801, der unter anderem in Abfangjägern des Typs Fw 190 für die Reichsverteidigung Verwendung fand, zeigte sich die Wirkung der Rationalisierungsmaßnahmen:
| Produktionsstatistik des Flugzeugmotors BMW 801 | 1940  | 1941  | 1942  | 1943  | 1944  |
| Ausgelieferte Motoren                           | 2.044 | 1.842 | 3.942 | 5.540 | 7.395 |
| Mannstunden pro Motor                           | 2.400 | 2.500 | 2.050 | 1.700 | 1.250 |
| Rohstoffe in Kilogramm                          | 5.145 | k. A. | 3.651 | k. A. | 2.790 |
| Lohnkosten pro Motor (Reichsmark)               | 3.387 | 3.474 | 2.640 | 2.169 | k. A. |

Der Amtsleiter Albert Speers, Karl-Otto Saur, stellte fest, dass die alliierten Luftangriffe die Produktivität der deutschen Rüstung im Jahr 1944 um mindestens 30 Prozent minderten. Hermann Göring sagte bei verschiedenen Einvernahmen nach dem Krieg aus, dass er in den alliierten Luftangriffen die Hauptursache für die Niederlage des Dritten Reiches sah.

### Rolle der SS in der Kriegswirtschaft
Schon vor Beginn des Krieges hatte die SS begonnen, kleinere Wirtschaftsunternehmen zumeist jüdischer Geschäftsleute aufzukaufen (Arisierung) und Unternehmen selbst zu gründen. Diese unterstanden zunächst dem SS-Verwaltungshauptamtes. Das „SS-Wirtschafts-Verwaltungshauptamt“ (SS-WVHA) wurde im März 1942 durch SS-Obergruppenführer Oswald Pohl gegründet.
Mit dem Krieg im Osten gelangten fast alle intakten Firmen in den besetzten Gebieten in die Hand Pohls, und mit dem Ausbau der Konzentrationslager zu riesigen Industrieunternehmen war sein Einfluss geradezu unermesslich. Allein im Deutschen Reich gehörten 500 Betriebe zum Wirtschafts- und Verwaltungshauptamt. Dabei erstreckte sich sein Einfluss von der Land- und Bauwirtschaft über den Fahrzeugbau bis zum Getränkebereich. Zur betriebswirtschaftlich zweckmäßigen Verwaltung eines Großteils der Betriebe wurde die Holdinggesellschaft Deutsche Wirtschaftsbetriebe GmbH gegründet. Zu den bekannten Unternehmen zählten die Porzellanmanufaktur Allach und die Deutsche Erd- und Steinwerke. Ab Kriegsmitte entwickelte sich das SS-WVHA mit den Deutschen Wirtschaftsbetrieben durch Zwangsarbeit zu einem Staat im Staate.

### Rüstungswettlauf im totalen Krieg
Der Beginn des Jahres 1942 war in Hinsicht auf die Kriegswirtschaft gekennzeichnet durch die Ernennung Albert Speers zum Reichsminister für Bewaffnung und Munition und durch die Ernennung Fritz Sauckels zum Generalbevollmächtigten für den Arbeitseinsatz (GBA). Die Zusammenarbeit zwischen dem Organisationsgenie Speer und dem linientreuen ehemaligen Gauleiter aus einfachen Verhältnissen war für das Schicksal von über fünf Millionen Zwangsarbeitern entscheidend. Albert Speer konnte seinen Einfluss aufgrund seiner persönlichen Beziehung als gefeierter Architekt Hitlers und der unter seiner Führung gesteigerten Rüstungsproduktion schließlich weiter zum Reichsminister für Rüstung und Kriegsproduktion ausbauen. Im Februar 1944 übernahm er zusätzlich die bis dahin von Erhard Milch geleitete Luftwaffenrüstung.

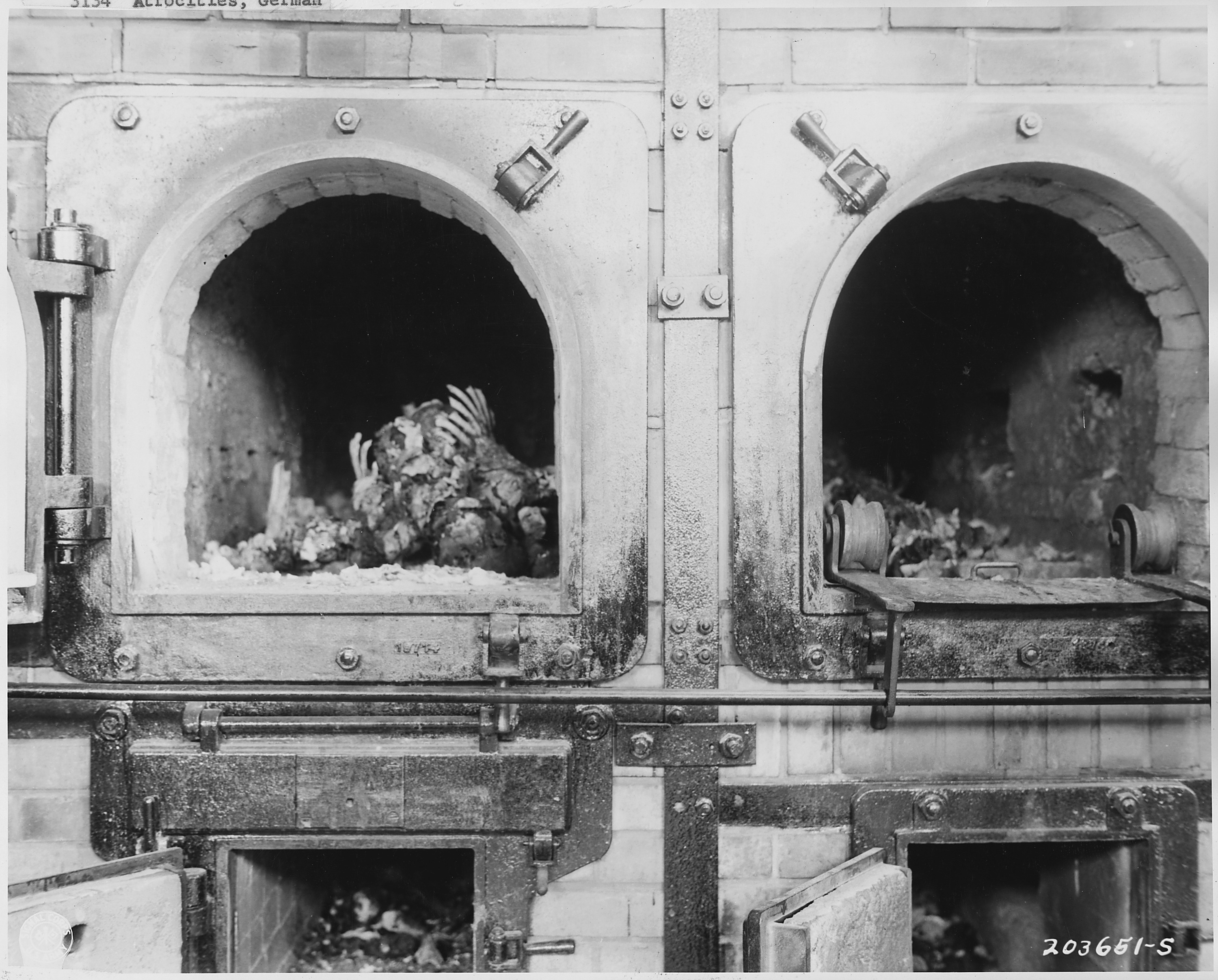
Verbrennungsofen im Konzentrationslager Buchenwald

Die Royal Air Force hatte mit der Zerstörung der deutschen Städte begonnen, Grimm unter der Bevölkerung wurde bemerkbar, Flüsterwitze kamen in Umlauf. Senioren und Frauen wurden zum Dienst an der „Heimatfront“ verpflichtet, also für die Organisation und den Betrieb von Luftschutzbunkern, Lazaretten, Räumkommandos und Luftwaffenhilfsdienst. Männliche Jugendliche kamen von der Hitler-Jugend direkt zum Fronteinsatz. Die Propaganda zog sich auf Durchhalteparolen und die Beschwörung des „Totalen Krieges“ zurück, der außenpolitisch seit der Konferenz von Casablanca die einzige Option darstellte.
Doch auch die Rassenpolitik führte zu einer industriellen Entwicklung. Spätestens seit der Wannsee-Konferenz im Januar 1942 war auf höchster Ebene die „Endlösung der Judenfrage“ beschlossen. Die industrielle Vernichtung von über sechs Millionen Juden hatte begonnen. Persönliches Eigentum, auch Zahnfüllungen aus Gold, wurden gesammelt und der Erlös wurde auf ein Sonderkonto mit dem Namen „Max Heiliger“ angewiesen. Die Opfer des Holocaust wurden zu einem Produktionsfaktor. Die Leiter von Konzentrationslagern wetteiferten bis zum Kriegsende mit industrieller Steigerung von Vernichtungs-„Leistung“. Die Metallindustrie wurde mit der Herstellung von riesigen Krematorien beauftragt, an deren Verwendungszweck kein Zweifel bestand. Der Totale Krieg bedeutete die extreme Verrohung durch wirtschaftliche Ausbeutung menschlichen Lebens, einschließlich dessen Vernichtung im Deutschen Reich, ein Tatbestand, der zu den schwersten Verbrechen an der Menschheit zählt.

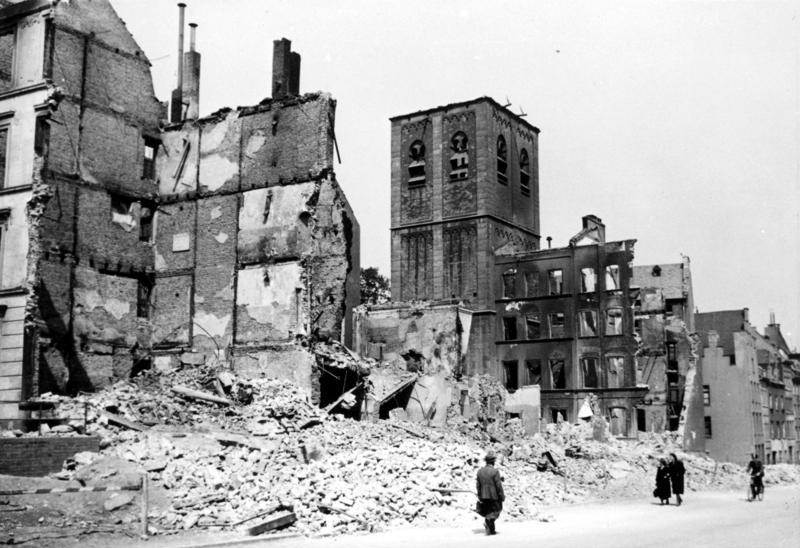
Die Kölner Innenstadt nach einem Luftangriff 1942

Die Frage nach dem Grund für die Steigerungsfähigkeit der deutschen Rüstung, das sogenannte „Rüstungswunder“, beschäftigte ab 1944 einen Ausschuss zur Untersuchung der Wirksamkeit des strategischen Luftkrieges der Alliierten, dem United States Strategic Bombing Survey. Diese Organisation beschäftigte etwa 700 Militärpersonen und 500 Zivilisten, die Daten und Dokumente über die deutsche Kriegswirtschaft sammelten und Verhöre von über tausend Persönlichkeiten der deutschen Wirtschaft nach 1945 durchführten. Das Hauptinteresse lag auf der Wirksamkeit des strategischen Luftkrieges der Alliierten gegen Deutschland, das gleichzeitig seine Produktionsraten bis 1944 steigern konnte. Folgende Schlüsse wurden gezogen und 1946 veröffentlicht:
- Die politische Führung Deutschlands rechnete erst ab der gescheiterten Offensive gegen Moskau im Winter 1941/42 mit einem länger dauernden Krieg.
- Die wirtschaftlichen Ressourcen Deutschlands waren durch Versagen des Managements nicht voll genutzt: Bis 1943 war die deutsche Arbeitswochenleistung im Durchschnitt schwächer als die britische, es wurde überwiegend in nur einer Schicht gearbeitet. Frauen wurden nur in geringem Maße, geringer als im Ersten Weltkrieg, in die Produktion eingebunden.
- Die deutsche Zivilbevölkerung zeigte ein unvorhergesehenes Maß an Widerstandskraft gegenüber dem Luftkrieg.
- Die Angriffe gegen Anlagen der Wirtschaftsbasis waren für das Deutsche Reich schwerwiegender als die Angriffe gegen Endmontagewerke, die kurzfristig verlegt werden konnten.
- Die Zerstörung des Transportsystems (Reichsbahn) brachte letztendlich die deutsche Wirtschaft zum Erliegen.

Die persönliche Nähe zu Adolf Hitler verschaffte Albert Speer die Autorität, als Zivilist die Kriegswirtschaft auf den totalen Krieg auszurichten. Von der Planung der Standorte von Konzentrationslagern bis zur Zentralisierung der Flugzeugproduktion zeichnete er verantwortlich. Der Bedarf an Arbeitskraft wurde in erster Linie durch Fritz Sauckel gedeckt, der dafür in mehreren Stufen Zwangsarbeiter aus allen besetzten Gebieten heranzog. Die Wochenarbeitszeit wurde auf bis zu 70 Stunden angehoben, Frauen bis zum 50. Lebensjahr mussten sich ab 1944 registrieren lassen und für den Arbeitseinsatz bereithalten. 1945 setzten sich die Arbeiter in der Industrie aus 41 Prozent deutscher Frauen, 38 Prozent deutscher Männer und 22 Prozent „Fremdarbeitern“ beiderlei Geschlechts zusammen.
Die Steigerungsraten waren trotz intensiver Luftangriffe bemerkenswert, es sind drei wichtige Phasen des Produktionsanstieges erkennbar: Der Endpunkt des ersten Anstieges ist im Juli 1942 zu finden, als die Produktionszahlen gegenüber dem Februar 1942 um über 50 % gestiegen waren. Bis Dezember 1942 verharrten sie auf diesem Niveau, um dann bis zum Mai 1943 um weitere 50 % zu steigen. Vom Dezember bis zum Juli 1944 erfolgte die letzte Steigerung, diesmal um etwa 45 %. Im Bereich der Panzer kam es von 1941 bis 1944 unter Mitwirkung von Ferdinand Porsche auf eine Steigerung von 660 Prozent. Vor allem durch das Adolf-Hitler-Panzerprogramm wurde der Panzerbau forciert.
Doch war die Leistung oft auf einzelne Produktionsbereiche wie Jagdflugzeuge und Panzer konzentriert, so dass die fehlende Struktur einen Einsatz der hergestellten Waffen weitgehend verhinderte. Hermann Göring gab nach dem Krieg zu Protokoll, dass Einsatzstaffeln der Luftwaffe keine Ersatzteile für die Reparatur ihrer Maschinen bekamen, dafür aber zahlreiche neue Maschinen an deren weit entfernten Produktionsstätten vergebens auf ihre Abholung warteten. Diese Situation war für alle Waffengattungen charakteristisch.
Nach der Bombardierung kriegswichtiger Raffinerien und Hydrieranlagen (u. a. der Leunawerke oder Brabag-Werke) im Mai 1944 und dem darauf folgenden Ausfall von 90 % der deutschen Benzinproduktion war der Krieg laut Albert Speer für das Deutsche Reich auch „produktionstechnisch verloren“.

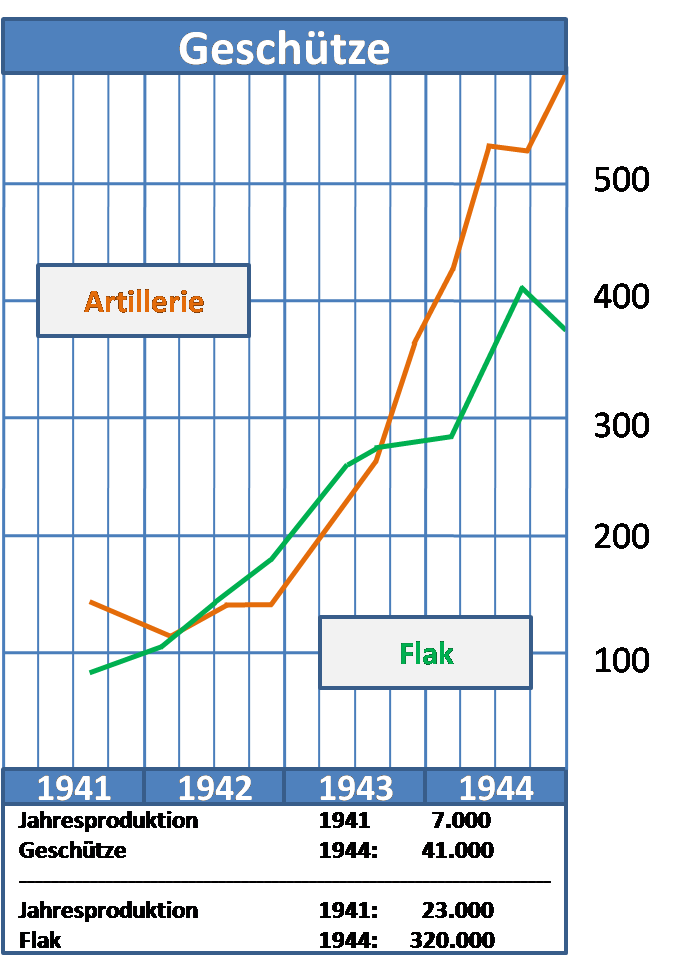
Produktion von Geschützen in Deutschland 1941–1944
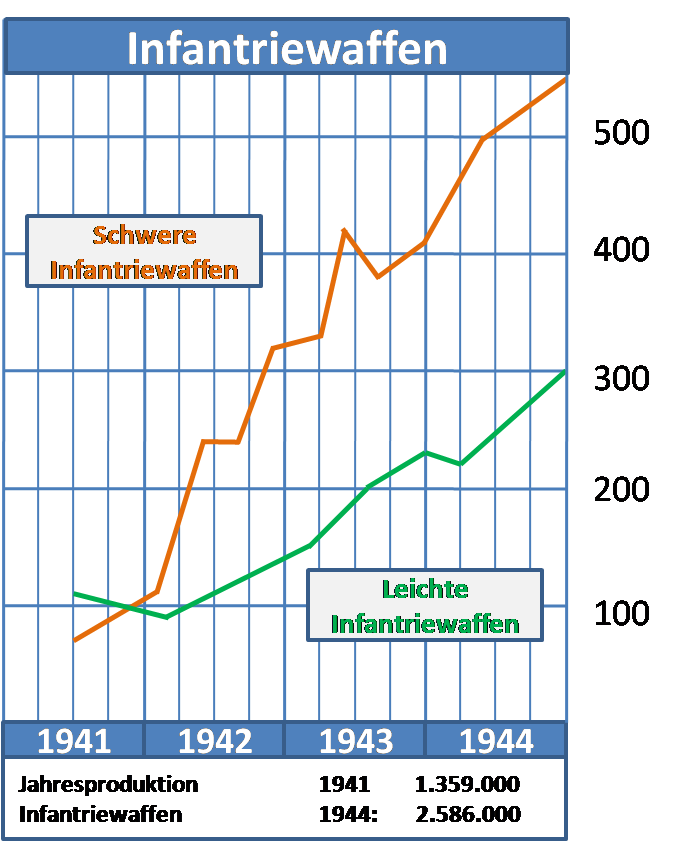
Produktion von Infanteriewaffen in Deutschland 1941–1944
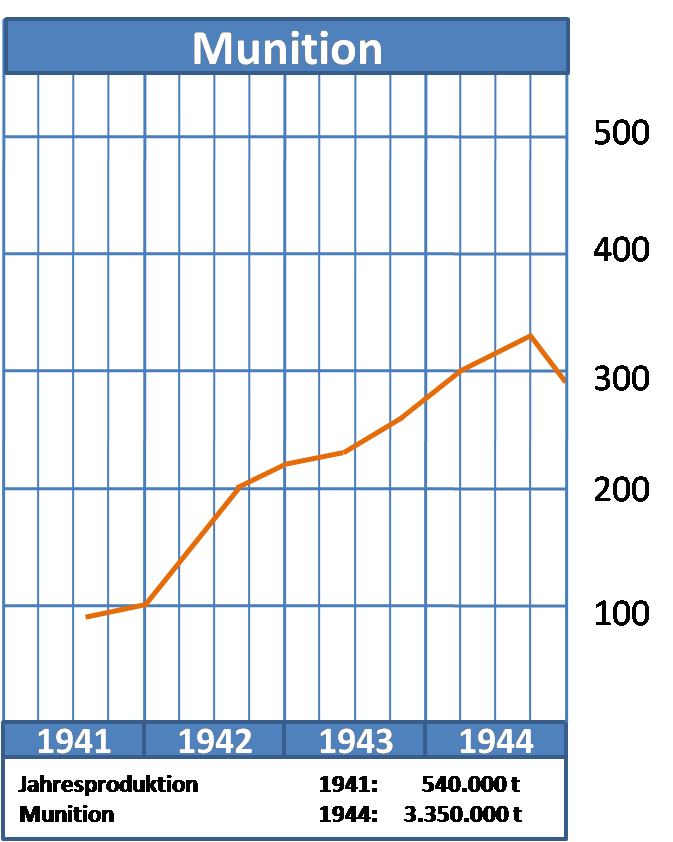
Produktion von Munition in Deutschland 1941–1944
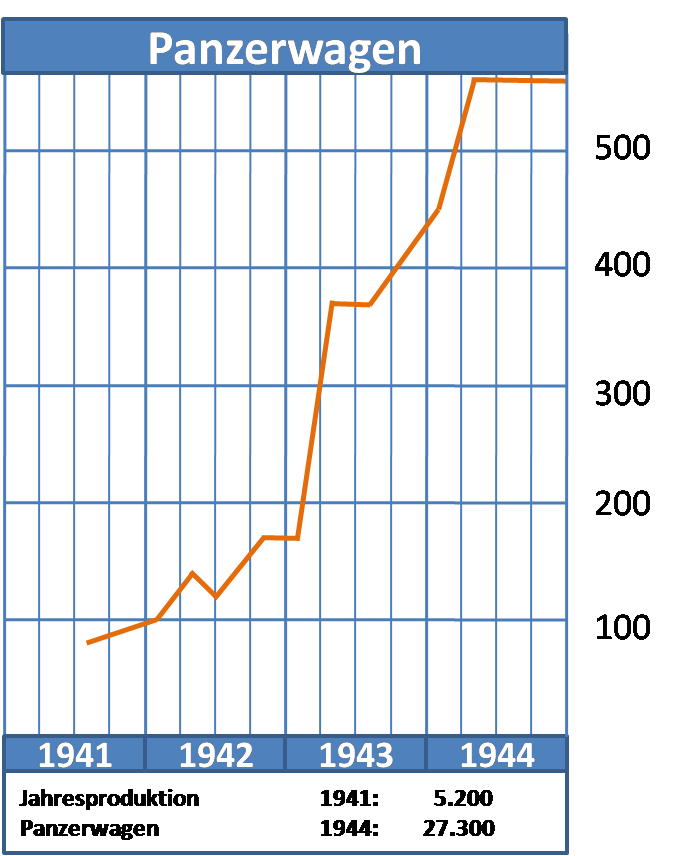
Produktion von Panzerwagen in Deutschland 1941–1944
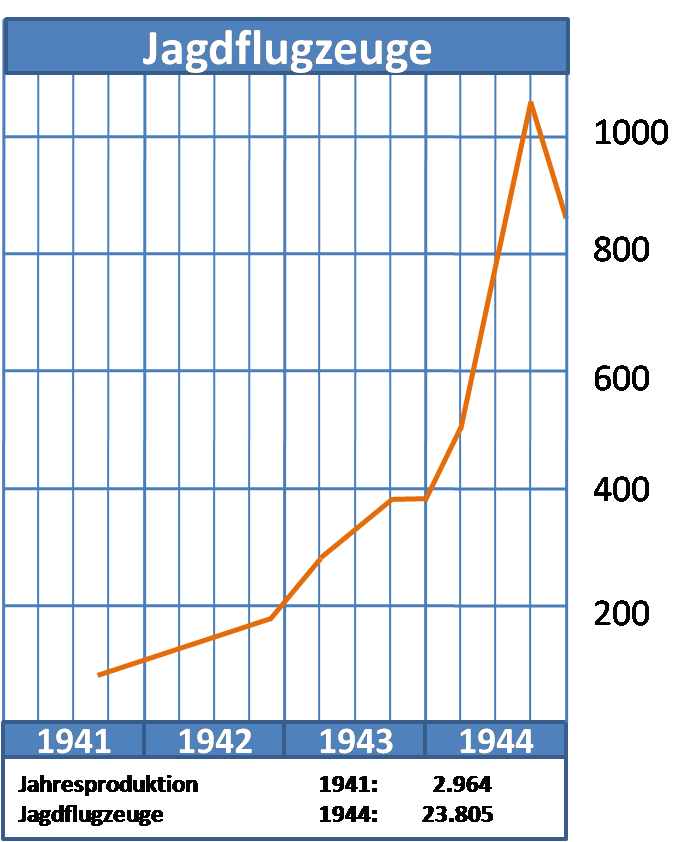
Produktion von Jagdflugzeugen in Deutschland 1941–1944

### Planungen für die Nachkriegszeit
Der Historiker Bernhard Löffler beschreibt, dass die „Reichsgruppe Industrie“ 1943 Ludwig Erhard mit wirtschaftspolitischen Planungen für die Zeit nach dem absehbar verlorenen Krieg betraute. Diese waren „an einem marktwirtschaftlichen Konzept ausgerichtet“ und standen „damit im Gegensatz zum NS-System“. Aufgrund Erhards Ausarbeitungen wurde er zur zentralen Figur in einem Netzwerk von Industrie und Wirtschaftswissenschaftlern. Industrie und staatliche Stellen (insbesondere das Reichswirtschaftsministerium und das von Hans Kehrl geleitete Planungsamt im Rüstungsministerium) planten, den für Kriegsende („Endsieg“) vorgesehenen Übergang von der Kriegs- und Lenkungswirtschaft zur Friedens- und Marktwirtschaft behutsam durchzuführen. Es gab auch eine Verbindungslinie von Erhard zum Reichswirtschaftsministerium, in dem vor allem Otto Ohlendorf seine „schützende Hand über die marktwirtschaftliche Nachkriegsplanung“ hielt „und sich gegenüber der Neugestaltung einer liberaleren, unternehmensfreundlichen Marktordnung bei allen tiefgehenden weltanschaulichen Unterschieden erstaunlich aufgeschlossen zeigte“. An die Stelle des bürokratischen Lenkungsapparates müsse im Frieden ein „aktives und wagemutiges Unternehmertum“ treten, so Ohlendorf. Ohlendorf selbst wurde von Himmler geschützt, der die seiner Auffassung nach „total bolschewistische“ Wirtschaftslenkung Albert Speers ablehnte. Hitler selbst hielt am 26. Juni 1944 auf dem Obersalzberg eine von Albert Speer entworfene Rede mit der Aussage „Wenn dieser Krieg mit unserem Sieg entschieden ist, dann wird die private Initiative der deutschen Wirtschaft ihre größte Epoche erleben!“ Hitler bekannte sich zur „... Weiterentwicklung der Menschheit durch die Förderung der privaten Inititative ... in der ich allein die Voraussetzung sehe für jede wirkliche Höherentwicklung.“ Mit den Nachkriegsplanungen der Industrie entstand im Herbst und Winter 1944/45 eine wahrhaft bizarre Situation. Während Wirtschaftsmanager, Konzernherren und Technokraten, mehr oder weniger offen auf Distanz zum NS-Regime gingen, pressten Hitler und die fanatische Führungsclique der Bevölkerung noch das Äußerste für die Erringung des „Endsieges“ ab und das Morden in den Lagern erreichte einen letzten Höhepunkt. Es kam nur zu einer anfänglichen gerichtlichen Verfolgung einiger Wirtschaftsführer.

### Zusammenbruch der Wirtschaft ab 1944

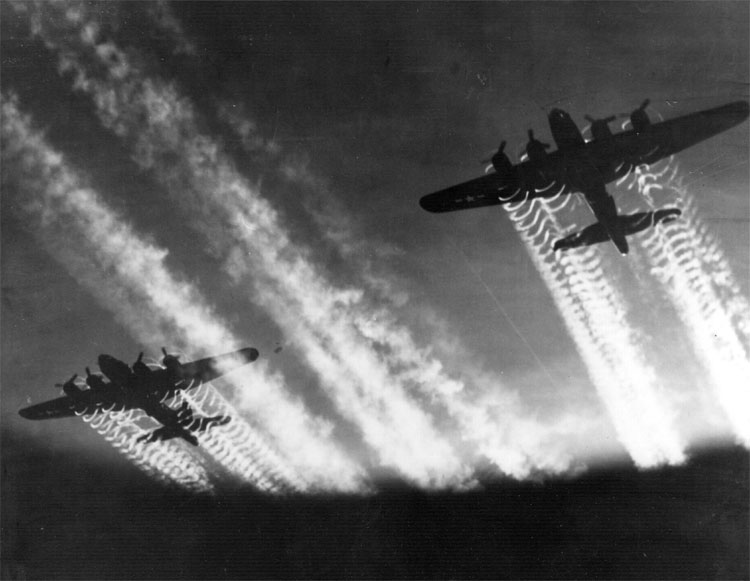
Alliierte Bomber (B-17 Flying Fortress) konnten erst Ende 1944 die deutsche Wirtschaft lahmlegen.

Die wirtschaftliche Situation während der letzten Kriegsmonate wurde wesentlich vom jeweiligen geografischen Standort bestimmt. Die Zerstörung der deutschen Städte, die insgesamt etwa 305.000 Todesopfer forderte, war das bestimmende Bild in städtischer Umgebung. Die Versorgung der Bevölkerung oblag der Improvisationskunst; besonders der Transport von Waren wurde durch Tag- und Nachtangriffe, in den letzten Monaten auch durch Tiefflieger, gefährdet. Pferdewagen kamen oft als einzige durch die in Schutt und Asche gelegten Gebiete. Aufgrund von harten Strafen bis zur Todesstrafe kam es selten zu Plünderungen, die Korruption unter Parteigenossen nahm jedoch auf allen Ebenen zu. Wenn man auf offiziellem Weg keine Konsumgüter beziehen konnte, dann eben durch Beziehungen und teilweise durch Erpressung.
Um der Wohnungsnot durch die zerstörte Bausubstanz zu begegnen, wurden zahlreiche obdachlose Personen aus dem „Altreich“ in vermeintlich „bombensichere“ Gebiete wie zum Beispiel Österreich ausquartiert. Kinder und Jugendliche wurden per Bahn in ländliche Gebiete zur Erholung geschickt (Kinderlandverschickung).
Die Bombenangriffe konzentrierten sich darauf, die Verlade- und Rangierbahnhöfe zu zerstören. Nachdem es nicht mehr möglich gewesen war, die täglich notwendigen 22.000 Waggons Kohle anzutransportieren, brach die Industrie zusammen. In Einzelfällen wurden zwar auch LKW eingesetzt; der riesige Bedarf machte es jedoch unmöglich, ohne die Schiene allein mit LKW auszukommen. Schon Ende November 1944 sank die Munitionsproduktion um gut 30 %. Viele Kraftwerke konnten keinen Strom mehr produzieren und einige Betriebe mussten schließen.
In ländlichen Regionen war der Krieg zwar durch die Kondensstreifen der Bomber und die Anwesenheit von „Fremdarbeitern“ bemerkbar, hatte aber nicht annähernd die Härte wie in den Städten. Die ankommenden Städter wurden oft mit Misstrauen betrachtet, eine Störung des Dorffriedens war in keinem Fall willkommen. Wer arbeitete, konnte mit Verpflegung rechnen.
Laut dem Wirtschaftshistoriker Werner Abelshauser gab es mitnichten einen kompletten Zusammenbruch der Wirtschaft. Zwar seien die Innenstädte und die Infrastruktur aus Brücken, Straßen und Kommunikationsnetzen gelähmt gewesen, die meisten Fabriken wären aber intakt geblieben. Laut einer Statistik der US Air Force lag das produktive Anlagevermögen der deutschen Wirtschaft bei Kriegsende bei 120 Prozent des Niveaus von 1936.

## Nachkriegszeit

### Nahrungsknappheit, Wohnungsnot und Schwarzmarkt
In der Nachkriegszeit war die Nahrungsmittelsituation in Deutschland, nicht zuletzt aufgrund der Hungersnöte zu der Zeit, bedrohlich. Im letzten Kriegsjahr war die Produktion landwirtschaftlicher Fahrzeuge um 50 % zurück geregelt worden. Der zuvor unter nationalsozialistischer Organisation stehende Agrarsektor war mit Zusammenbruch des Reichsnährstandes auf Hilfslieferungen angewiesen. Noch waren die großen Hilfsprogramme der Siegermächte nicht in ausreichendem Maße angelaufen. Die Lebensmittelzuteilung für „Normalverbraucher“ lag während des Krieges stets bei 2.400 Kilokalorien pro Tag, in vielen Besatzungszonen sank sie nach 1945 in manchen Monaten auf 1.150 Kilokalorien pro Tag. Ein Aufblühen des Schwarzmarktes und verzweifelte Versuche der Stadtbevölkerung, im ländlichen Umfeld gegen Arbeit oder Tauschhandel begehrte Grundnahrungsmittel zu erwerben, bestimmten den Alltag.
Internationale Hilfsorganisationen waren in großem Ausmaß gefordert, der Bevölkerung Deutschlands den Wiederaufbau zu ermöglichen. Die United Nations Relief and Rehabilitation Administration (UNRRA) war zwar zunächst nur für die Hilfe an Flüchtlingen zuständig, erweiterte aber ihren Aufgabenbereich im Winter 1945/46, um in Deutschland und Österreich Hilfspakete an die Bevölkerung auszugeben. CARE International wurde 1945 gegründet und leistete bis 1960 Hilfe aus hauptsächlich privaten Spenden. Der 1947 beschlossene Marshallplan stellte ein umfassendes und wirkungsvolles Aufbauprogramm aus Steuermitteln der USA dar und lief bis 1951.
Siehe auch: Amerikanische Lebensmittelpolitik im besetzten Deutschland

### NS-Kriegsverbrecherprozesse gegen die NS-Führung
Wesentliche Protagonisten der Wirtschaft fanden sich nach dem Krieg auf den Anklagebänken der Kriegsverbrecherprozesse wieder. Die Verhöre im Vorfeld wurden überwiegend von Mitarbeitern des United States Strategic Bombing Survey geführt, die auch ein Interesse an der Beurteilung der deutschen Kriegswirtschaft hatten. Man wollte Erkenntnisse für die Zukunft erlangen, inwiefern ein opferreicher und kostspieliger strategischer Luftkrieg die gewünschten Resultate erzielen würde. Hermann Göring und Albert Speer waren dabei deren wichtigste Informationsquellen. Göring, der seit den 1920er Jahren drogenabhängig war, gewann mit zunehmender Dauer der Verhöre und dem zwangsweisen Entzug an Konzentrationsvermögen und Urteilsschärfe. Er bemerkte zu einem Interviewer: „Je öfter Sie mich das fragen, desto klarer wird mir, wie das damals lief !“. Er zeigte keine Reue für seine Handlungen und nahm sich vor der Urteilsvollstreckung mit einer Zyankali-Kapsel das Leben. Seine Bewacher verhöhnte er, indem er das Versteck einer zweiten Giftpille in seinem „Abschiedsbrief“ preisgab.
Robert Ley beging vor Prozessbeginn Selbstmord, ließ aber in einem Brief wissen, er „[…] habe Millionen Arbeiter im Heldenkampf im Krieg führen dürfen […] und wolle […] denn auch die Zeit der schwersten Prüfung von allen tapfer und männlich durchstehen […].“
Albert Speer zeigte sich von Beginn an kooperativ und erteilte ausführlich schriftlich und mündlich zu allen Fragen Auskunft. Es wurde angenommen, dass er sich für seine bereitwillige Zusammenarbeit mit den westalliierten Interviewern Strafmilderung oder sogar Straffreiheit erhoffte. In kritischen Punkten wie der Mitwisserschaft von der Endlösung ließ ihn oft sein Gedächtnis im Stich. Er wurde zu 20 Jahren Haft verurteilt, die er vollständig verbüßte.
Hjalmar Schacht zeigte sich überrascht, dass er als Kriegsverbrecher angesehen und angeklagt wurde. Er wies den höchsten Intelligenzquotienten (143 IQ-Punkte) unter den Angeklagten auf. Schacht wurde freigesprochen und im Flick-Prozess als Zeuge gehört.
Fritz Sauckel fiel durch seinen schweren fränkischen Tonfall auf. Sein Todesurteil führte er auf einen Übersetzungsfehler zurück, er wurde hingerichtet.
Auf den Prozess gegen die Hauptkriegsverbrecher folgten noch mehrere Prozesse gegen einige ehemalige Wehrwirtschaftsführer, gegen die mehrjährige Haftstrafen verhängt wurden. Die große Mehrheit der ehemaligen Zwangsarbeiter bekam nie eine Entschädigung.
Die wichtigsten Prozesse, bei denen Wirtschaftstreibende auf der Anklagebank saßen, waren:
- Nürnberger Prozess gegen die Hauptkriegsverbrecher: 20. November 1945 bis 1. Oktober 1946.
- Milch-Prozess: 2. Januar bis 17. April 1947
- Flick-Prozess: 18. März bis 22. September 1947
- IG-Farben-Prozess: 3. Mai 1947 bis 30. Juli 1948
- Krupp-Prozess: 1. Juli 1947 bis 31. Juli 1948

Gegen deutsche Großbanken war ebenfalls ermittelt worden, es kam aber nicht zur Anklage.

### Ökonomischer Stillstand vor dem sogenannten Wirtschaftswunder
In den Nachkriegsjahren entbrach aufgrund der Nahrungsmittelknappheit in Europa unter den US-amerikanischen Spitzenpolitikern ein Streit um die wirtschaftliche Ausrichtung Deutschlands. Der US-amerikanische Finanzminister Henry Morgenthau beabsichtigte Westdeutschland in einen Agrarstaat umzubauen. Der US-amerikanische Außenminister George C. Marshall war dagegen. Die Besatzungsmächte des aufgeteilten Deutschlands verhinderten aufgrund dieser bis 1947 ungeklärten Zukunftsfrage, dass die deutschen Fabriken direkt nach Kriegsende ihre Produktion wieder hochfuhren und die Wirtschaft den Wachstumspfad der Vorkriegszeit aufnahm. Dies folgte – für den Westen Deutschlands – daher wenige Jahre später mit dem sogenannten Wirtschaftswunder mit dem Beginn der 1950er Jahre.

#### Währungsreform zur Ablösung der Reichsmark

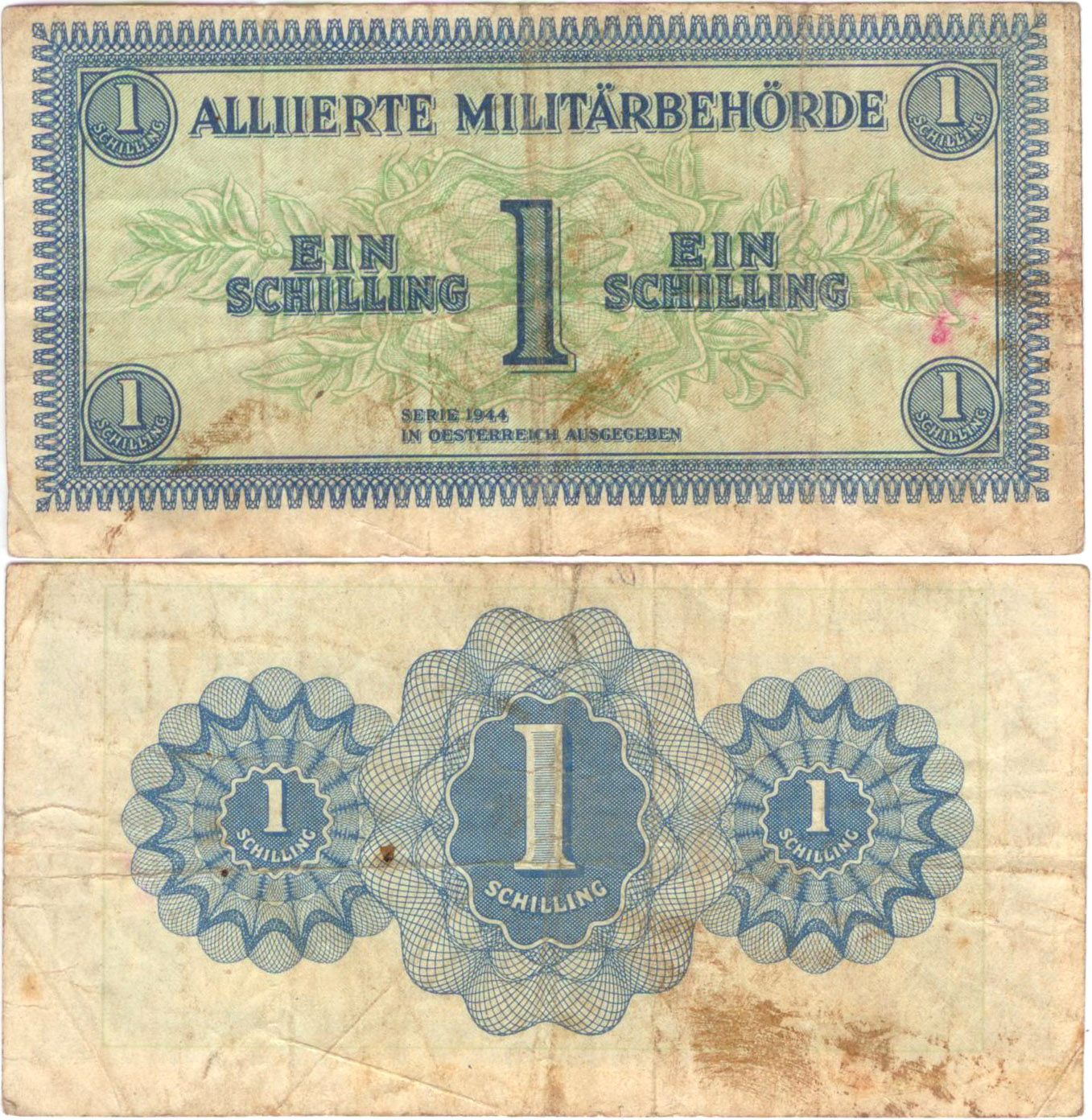

Mit dem Kriegsende war die Reichsmark faktisch wertlos. Hamsterkäufe, Tausch- und Schwarzmärkte bestimmten den Alltag der Deutschen. Als Ersatzwährung galt die „Zigarettenwährung“.
In Österreich wurde der Umstieg von der Reichsmark auf den österreichischen Schilling, und damit zum Goldstandard, noch im Dezember 1945 vollzogen. Die bis dahin gemeinsam mit der Reichsmark verwendeten alliierten Militärschilling (AMS) konnten im Wechselkurs 1:1 gegen den Schilling eingetauscht werden. 1947 kam es zu einer Entwertung um ein Drittel als Bedingung, am Marshallplan teilnehmen zu können.
In den als Bizone zusammengefassten Besatzungszonen der USA und Großbritanniens einigte man sich unter Protest der UdSSR erst 1947 auf eine Währungsreform, die im Juni 1948 eine für die drei westalliierten Besatzungszonen gültige neue deutsche Mark („D-Mark“) zur Gültigkeit brachte. Der darin verfügte Währungsschnitt entwertete 93,5 Prozent des Reichsmarkvolumens. Die UdSSR reagierte mit der Blockade Westberlins vom 24. Juni 1948 bis zum 12. Mai 1949, da sie in der Währungsreform eine Abkehr vom vereinbarten einheitlichen Wirtschaftsgebiet Deutschlands sah. In der sowjetischen Besatzungszone wurde noch im selben Monat die „Deutsche Mark (Ost) (DM), später Mark der Deutschen Notenbank“ (MDN) eingeführt.